# Escultura da Roma Antiga

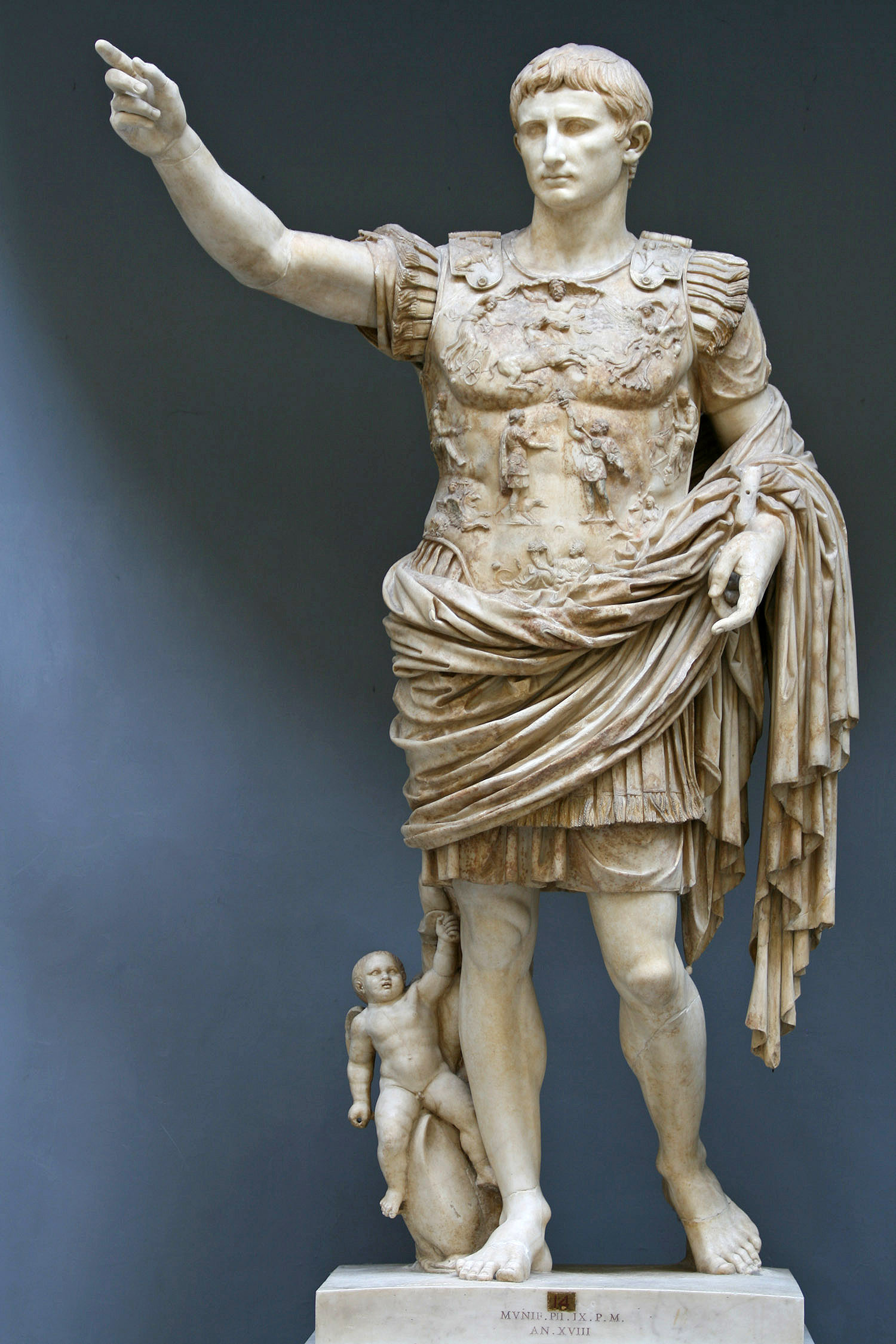
Augusto de Prima Porta, Museus Vaticanos

A escultura da Roma Antiga foi uma das mais importantes expressões artísticas dos antigos romanos. Desenvolveu-se em toda a área de influência romana, tendo seu foco disseminador na capital, num período que vai do século VI a.C. ao século VI d.C.. A tradição grega de escultura permaneceu uma referência constante ao longo de toda a trajetória da arte escultórica em Roma, recebendo influência primeiro através da escultura etrusca, fortemente devedora dos gregos do período arcaico, e a partir do período helenístico o contato passou a ser direto e ainda mais intenso e fecundo. Mas contradizendo uma antiga e generalizada opinião de que os romanos foram apenas meros copistas, hoje se reconhece que foram capazes não só de assimilar e elaborar suas fontes com maestria, mas também de dar importante contribuição original a essa tradição, visível em especial na retratística, gênero que gozou de prestígio singular e deixou exemplos de suma perícia técnica e elevada expressividade, e na escultura decorativa dos grandes monumentos públicos, onde se desenvolveu um estilo narrativo de grande força e caráter tipicamente romano.
Depois da consolidação do império, outras influências estrangeiras, mormente orientais, determinaram um lento mas progressivo afastamento do cânone grego em direção a uma simplificação formal de tendência abstrata, que estabeleceu as bases da arte bizantina, paleocristã e medieval. Esse processo, não obstante, foi entremeado de diversos períodos de revivescência classicista, que além de fortalecerem o elo simbólico com o passado foram úteis na manutenção da coesão política e cultural do vasto território. Nem mesmo a cristianização do império pôde determinar a exclusão das referências clássico-pagãs da escultura romana, e no século V, quando a unidade política se rompe definitivamente, modelos clássicos ainda continuavam sendo emulados, embora adaptando-se aos temas próprios da nova ordem social, política e religiosa que se instaurava.
Mesmo que este resumo tente se manter em uma cronologia mais ou menos ordenada e procure estabelecer a especificidade de cada fase, o estudo da escultura romana tem-se provado um desafio para os pesquisadores, pois sua evolução foi tudo menos linear e lógica. Apesar das divergências entre os estudiosos sobre muitos pontos, já se tem uma ideia mais ou menos clara sobre as características gerais de cada etapa, mas o modo como elas evoluíram e como se transformaram de uma para outra evidenciou ser um processo muito complexo que ainda está longe de ser bem compreendido. Uma duradoura inclinação para o historicismo e o ecletismo, ainda mais pronunciada do que a que se observou na escultura helenística, junto com a presença de estilos bem diferenciados na escultura produzida num mesmo momento histórico para as diferentes classes sociais, e mesmo dentro de uma única classe, atendendo a necessidades de cada tema e situação, tornam o assunto ainda mais intrincado.
Além do grande mérito intrínseco da produção romana, o hábito generalizado da cópia de obras gregas mais antigas e a permanência de alusões ao classicismo grego ao longo de toda sua história, mesmo através do Cristianismo primitivo, manteve vivas uma tradição e uma iconografia que de outra forma poderiam ter-se perdido. Devemos a Roma, assim, boa parte de nosso conhecimento da cultura e da arte da Grécia Antiga, e mais, a escultura romana - junto com a grega - teve fundamental importância na formulação da estética do Renascimento e do Neoclassicismo, atestando sua vitalidade e significância até nos tempos modernos, além de ser considerada hoje como um dos corpos artísticos mais importantes da cultura ocidental, como o provam a imensa quantidade de estudos especializados de que é objeto e o fascínio que ainda exerce sobre o grande público.

## O papel da escultura na sociedade romana

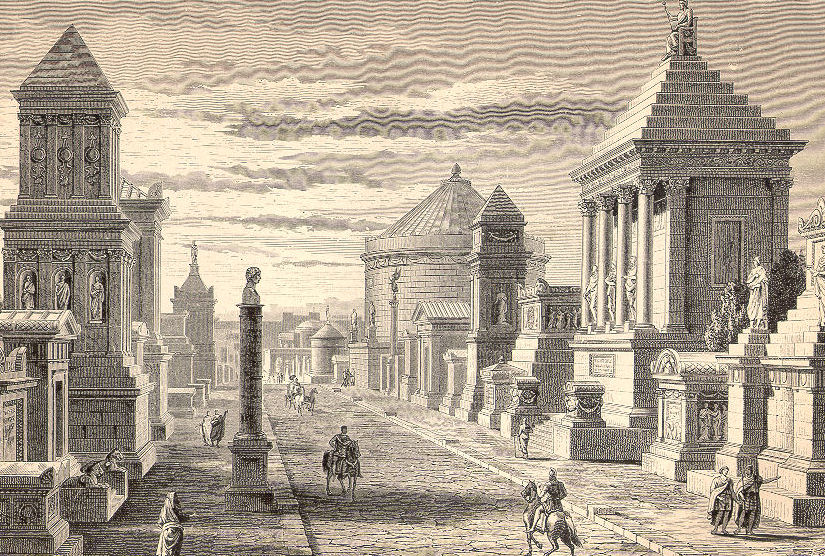
Reconstrução conjetural da Via Ápia, na antiga Roma

Roma foi uma sociedade eminentemente visual. Com a maior parte de sua população analfabeta e incapaz até de compreender o latim erudito que circulava entre a elite, as artes visuais funcionaram como uma espécie de lingua franca acessível a todos, confirmando ideologias e divulgando a imagem de personalidades eminentes. Nesse contexto, a escultura desfrutou de uma posição privilegiada, ocupando todos os espaços públicos e privados e povoando as cidades com inumeráveis exemplos em várias técnicas. Boa parte da escultura produzida em Roma pertence à esfera religiosa ou a ela está relacionada de alguma forma. Até mesmo os retratos tinham frequentemente associações com o sagrado, e assim como em todas as culturas, Roma não divergiu na prática de produzir imagens propriamente de culto, que estavam presentes nos grandes templos públicos até nas mais modestas das habitações. Não só os grandes gêneros escultóricos em bronze e mármore se tornaram comuns - a estatuária, os grandes sarcófagos, os relevos arquiteturais - mas mais ainda as estatuetas em terracota, os relevos funerários simples, as máscaras mortuárias em cera, cujo custo estava dentro do alcance das classes mais baixas. Jaś Elsner diz que

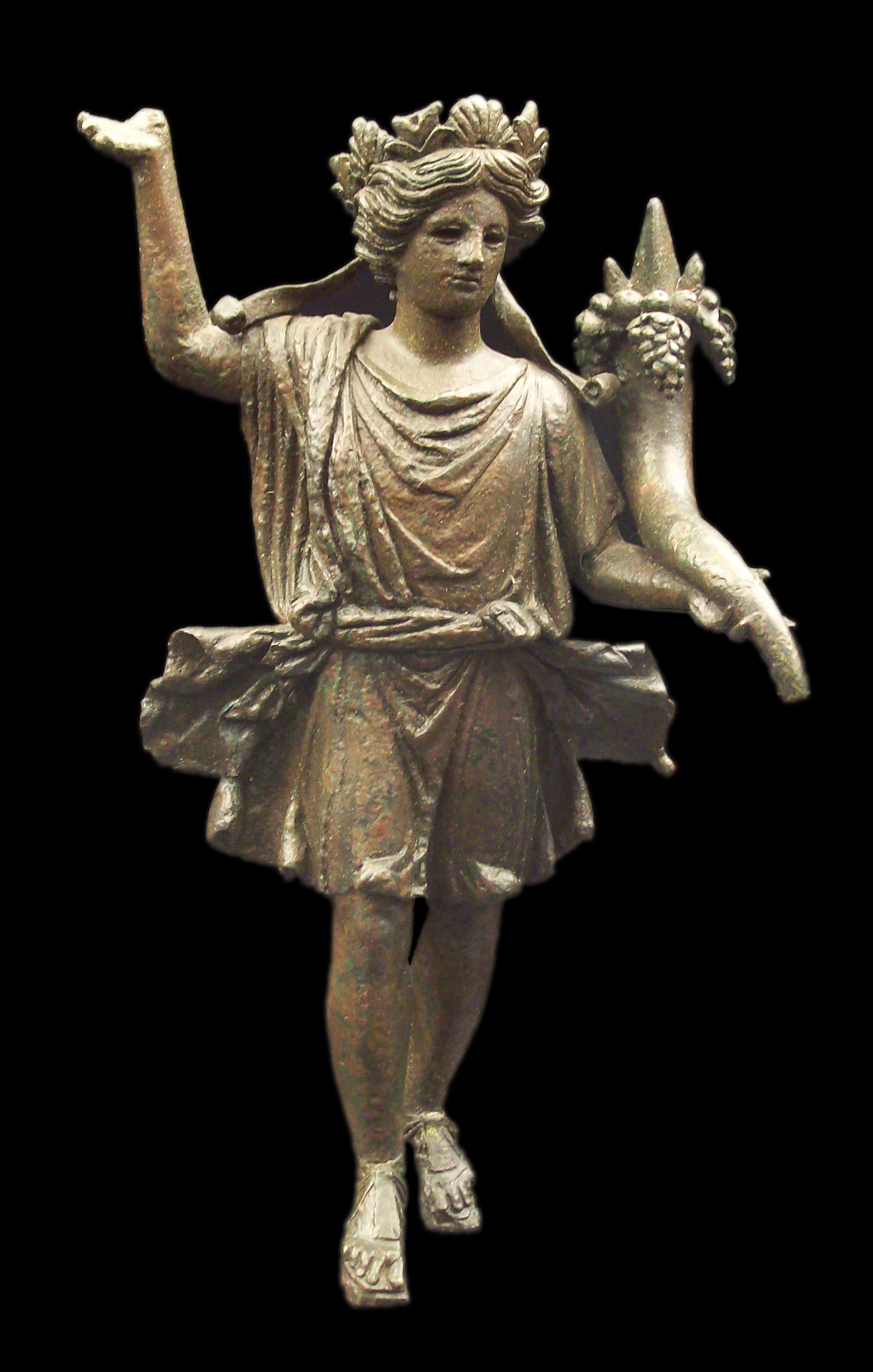
Lar romano,
Museu do Prado

"Tais imagens, encontrando os súditos imperiais em todas as formas de suas vidas sociais, econômicas e religiosas, contribuíam para construir uma unidade simbólica entre os povos diversificados que compunham o mundo romano, concentrando seu senso de hierarquia em um indivíduo supremo. Quando um imperador morria, seus herdeiros podiam louvar suas estátuas como as de um deus - proclamando uma continuidade na sucessão e erguendo templos em sua honra. Quando um imperador era derrubado, suas imagens eram violentamente erradicadas numa damnatio memoriae, uma abolição de toda lembrança sua, que informava a população, visual e convincentemente, das mudanças na autoridade política maior....  O antigo politeísmo não era uma religião de escrituras e doutrinas, sob a estrutura de uma igreja hierárquica e centralizada, mas era antes um conglomerado de lugares de culto, rituais e mitos, administrados pelas comunidades e muitas vezes por sacerdotes hereditários. Era eclético e diversificado, amplo, pluralista e tolerante. Assim as imagens e mitos forneciam as principais formas da 'teologia' no mundo antigo".
Quando o Cristianismo se tornou a religião oficial do império, o papel da arte mudou radicalmente, embora não tenha perdido sua importância central. O deus cristão não era conhecido através de imagens, mas de escrituras e seus profetas e comentadores. Mesmo assim, a escultura e seu repertório de representações naturalistas convencionais foi adotada pela igreja nascente para composição de alegorias, e continuou sendo praticada na esfera laica pública e privada como decoração, registro histórico e para o retrato até a ruptura final do império, ainda como uma forma enfatizar a herança clássica compartilhada por todos e a fim estabelecer alguma unidade cultural, num período em que as periferias começavam a desenvolver culturas próprias com largo grau de independência e se tornava cada vez mais complicada a tarefa de manter o território unificado.

## Antecedentes

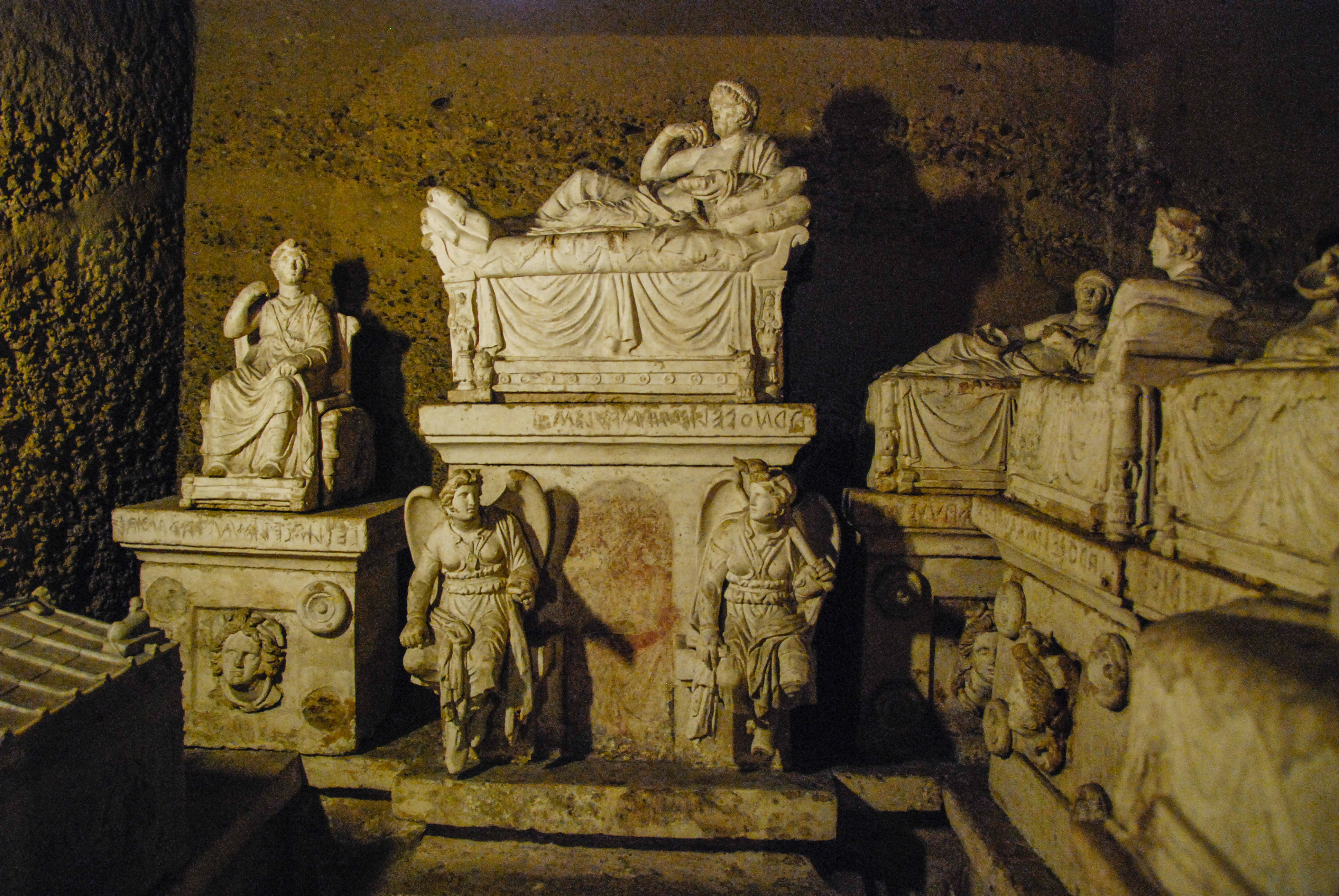
O Hipogeu dos Volumni, em Perúgia, arte etrusca da transição para o domínio romano

A origem de Roma é controversa, provavelmente tenha sido fundada em meados do século VIII a.C. por uma mistura de povos itálicos que viviam na região do Lácio desde o século X a.C. Alguns defendem a tese de que foi fundada pelos etruscos, que viviam ao norte, e o mito diz que a sua fundação se deve a Rômulo e Remo, descendentes de Eneias, herói de Troia. Outras evidências sugerem fortemente a presença de levas de imigrantes transalpinos, os celtas e germânicos, que teriam deixado seus traços físicos em algumas famílias da aristocracia romana, como os Flávios (nome que significa louro), e sido a causa da presença de nomes como Rufo e Rutílio (ruivo e arruivado, respectivamente) num povo de tez basicamente morena.

### A tradição etrusco-romana

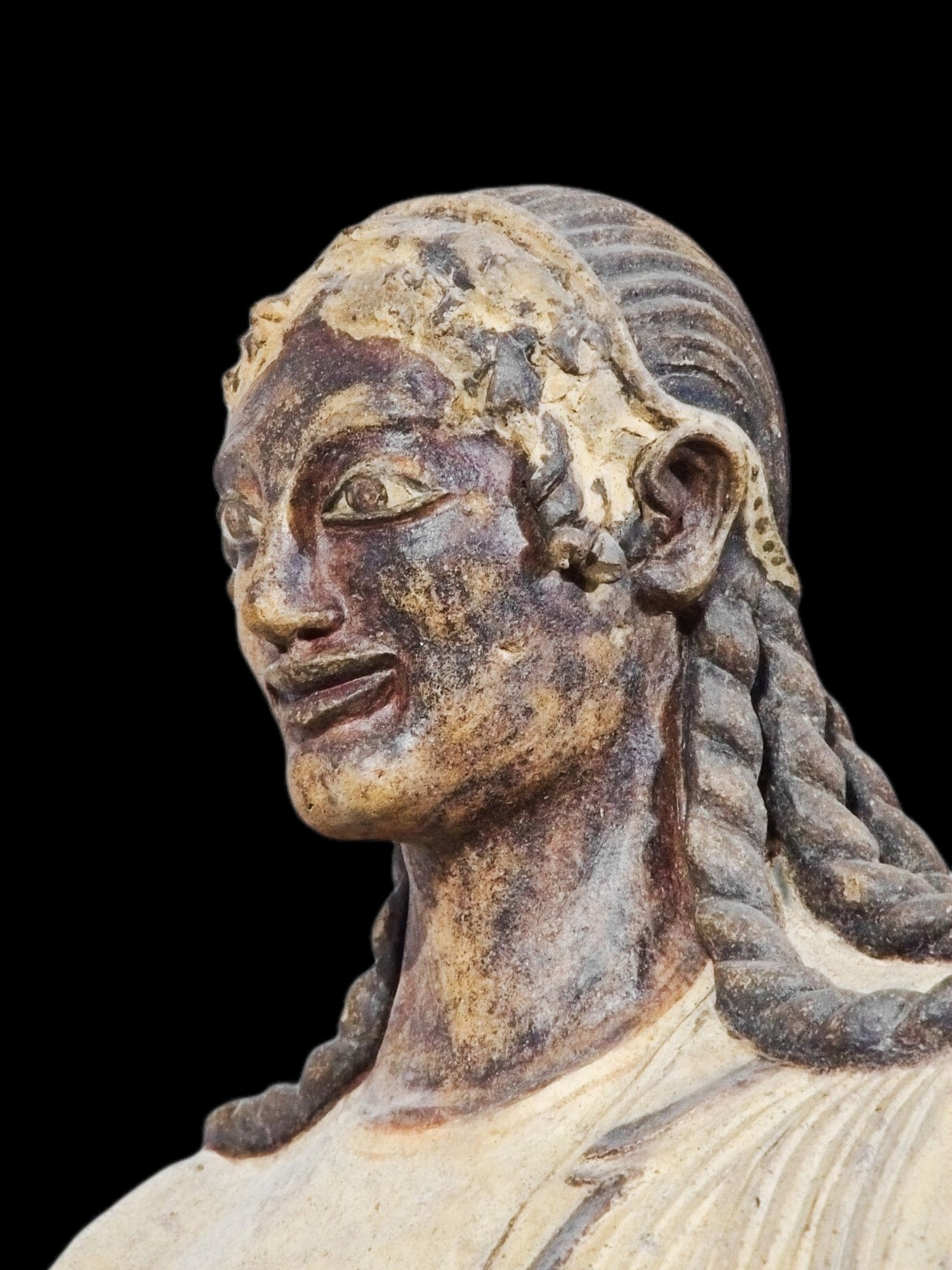
Detalhe do Apulu de Veios, terracota, Veios

Entre os séculos VII e VI a.C. os etruscos dominaram a região centro-norte da península Itálica, e pelos menos alguns dos semilendários reis de Roma foram etruscos. Sua arte, que já era em larga medida uma interpretação do estilo grego do período arcaico, passou a ser a arte dos romanos. Assim como fariam mais tarde com a arte grega, os romanos não apenas imitaram os modelos formais etruscos, mas em suas guerras com eles se apropriaram de suas obras de arte e as levaram para adorno da sua própria capital. As primeiras esculturas realizadas em Roma de que se tem notícia datam do século VI a.C. e seu estilo é inteiramente etrusco. O célebre Apulu de Veios, dessa época, nos dá uma boa informação sobre as tendências estéticas então vigentes. Os etruscos foram hábeis em vários gêneros escultóricos, desde a estatuária fúnebre e sarcófagos até grupos monumentais, e em muitos pontos anteciparam a estética do prosaico que os romanos desenvolveriam mais tarde. Foram mestres nas "cenas de gênero", retratando a vida comum, pessoas do povo em atividades características, e também no retrato se mostraram artífices capazes. Mas foi na arte fúnebre onde talvez tenham sido mais originais. Desenvolveram uma tipologia específica para as urnas funerárias, consistindo de uma caixa decorada com relevos e fechada por uma tampa sobre a qual se apresentava um retrato reclinado do morto, de corpo inteiro, às vezes acompanhado de seu cônjuge, modelo que os romanos adotariam em muitos de seus sarcófagos. O Sarcófago dos Esposos, hoje no Museu Nacional Etrusco, e o Hipogeu dos Volumni, uma cripta em Perúgia com vários sarcófagos, são exemplos bem conhecidos. A despeito do progressivo abandono da tradição etrusca durante a fase helenística que viria mais adiante, traços dela ainda seriam encontráveis até mesmo na época de Augusto.

### Helenismo e Neoclassicismo
Enquanto isso, a Grécia evoluía para o seu Classicismo, cujo apogeu se verificou no século IV a.C. Nesta altura Roma iniciava sua expansão para o sul, já independente dos etruscos depois de quase uma centúria despendida em lutas para obter a supremacia regional. Isso a levou a entrar em contato mais íntimo com a arte grega através das colônias da Magna Grécia, cuja cultura sofisticada impressionava os romanos. Logo, nobres de Roma passaram a desejar em seus palácios obras gregas, contratando artífices gregos para realizarem cópias das composições mais celebradas, às vezes pagando preços fabulosos por elas.

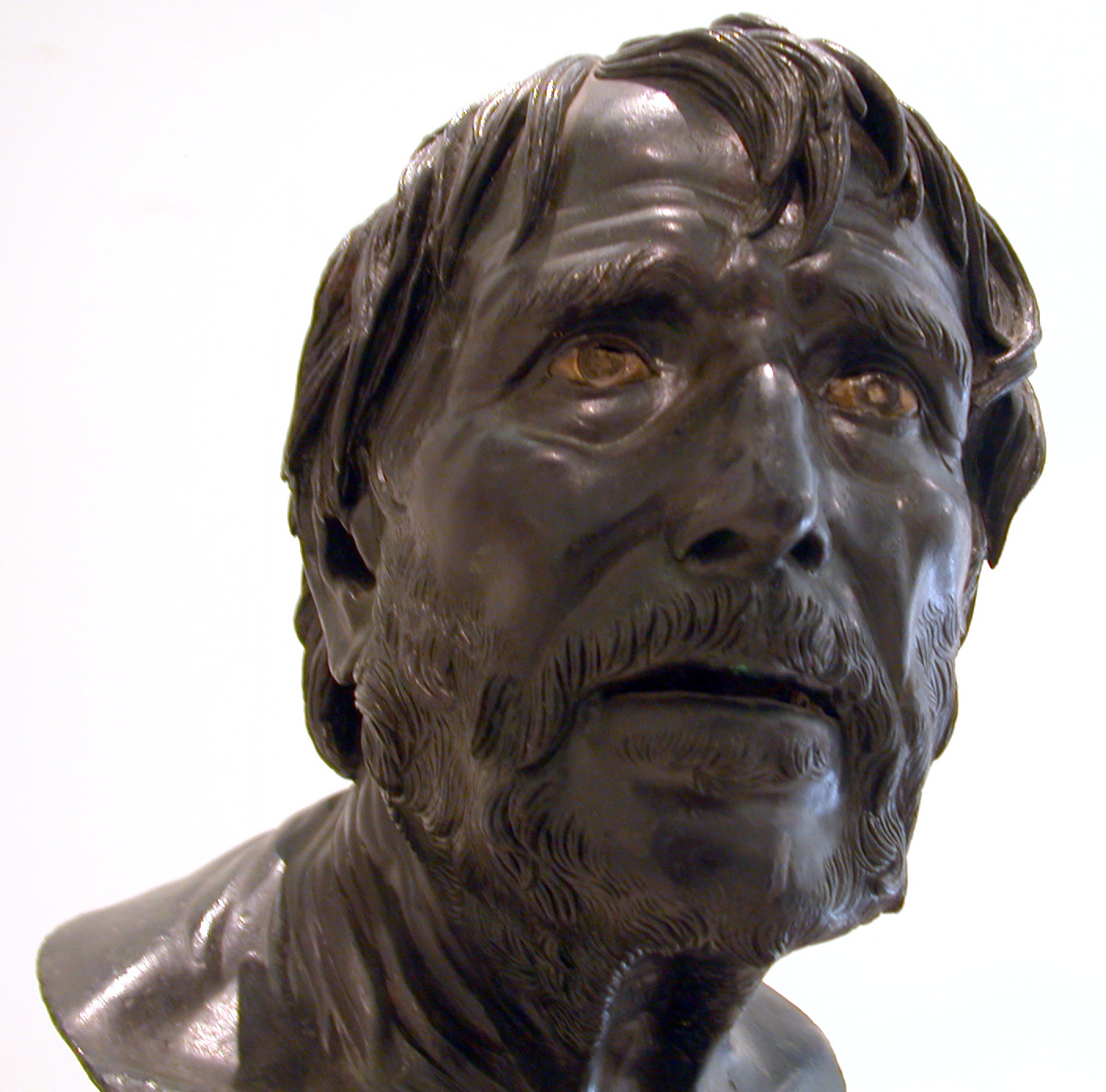
Pseudo-Sêneca, século I a.C., cópia de original helenístico do século II a.C. Museu Arqueológico Nacional de Nápoles

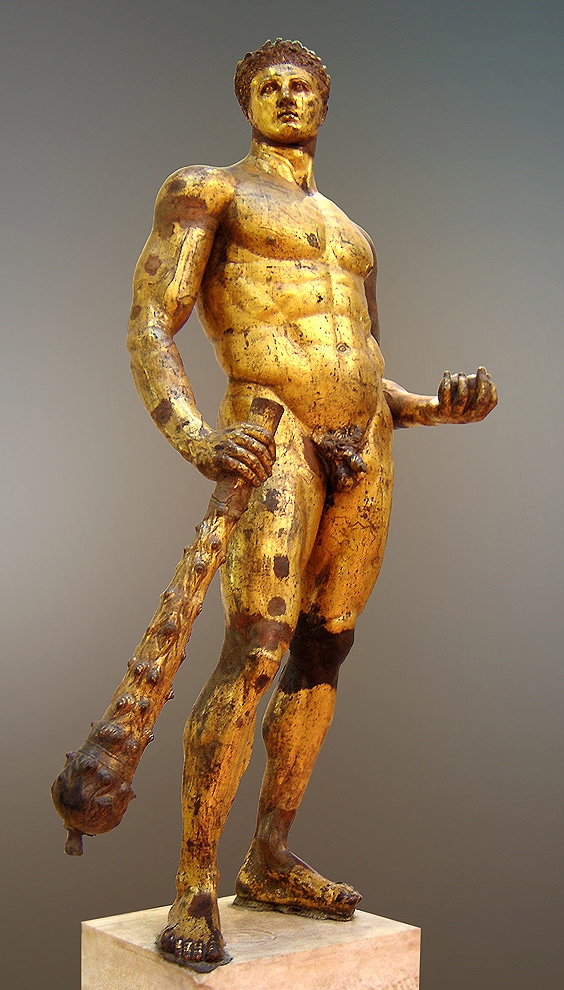
Hércules Capitolino, classicista, século II a.C. Museus Capitolinos

Um pouco mais tarde, Alexandre da Macedônia conquistou a Grécia e levou a arte grega até os confins da Índia, passando pela Pérsia e chegando também ao Egito. O impacto desta expansão teve dois sentidos, um sobre os povos conquistados, definindo novos rumos para sua cultura e arte, e outro reverso, sobre a própria cultura grega, que assimilou muitos elementos orientais. Com a fragmentação do império alexandrino após a morte do conquistador, formaram-se vários reinos autônomos - Bitínia, Galácia, Paflagônia, Ponto, Capadócia, o Egito dos Ptolomeus - que incorporavam costumes gregos, evoluindo então de maneira própria. A esta fusão de influências gregas e orientais se deu o nome de Helenismo. O interesse pelo passado foi uma característica distintiva do período, uma evidência de uma cultura que já desenvolvera autoconsciência como herdeiros de uma civilização antiga, brilhante e poderosa. Fundaram-se os primeiros museus e bibliotecas, como em Pérgamo e em Alexandria, surgiram biografias dos artistas mais notados, a crítica de arte se desenvolveu e viajantes descreveram a geografia, história e costumes de várias regiões nos primeiros roteiros turísticos jamais escritos.
O gosto pelo historicismo fez com que vários estilos anteriores fossem recuperados em sínteses ecléticas, mas com uma progressiva secularização na temática e uma preferência por obras dramáticas e movimentadas, cuja intensa e dinâmica expressividade é comparada com o estilo Barroco. A infância, a morte e a velhice, e mesmo o humor, temas quase sem precedentes na arte grega clássica, foram largamente cultivados. Desenvolveu-se também entre as elites helenizadas de vários reinos um colecionismo febril de obras de arte, paixão na qual os romanos em particular se revelariam os mais entusiastas, e também os mais ferozes.
Em 212 a.C. os romanos conquistaram Siracusa, uma rica e importante colônia grega na Sicília, adornada com uma profusão de obras de arte helenística. Tudo foi saqueado e levado para Roma, substituindo a decoração escultórica de tradição etrusca. O saque de Siracusa foi o impulso final para o estabelecimento definitivo do padrão grego no próprio coração da República, mas não deixou de encontrar resistências. Marco Pórcio Catão denunciou o saque e a decoração de Roma com obras estrangeiras como uma influência perigosa para a cultura nativa, e deplorou que os romanos aplaudissem as estátuas de Corinto e Atenas e ridicularizassem a tradição decorativa em terracota dos antigos templos romanos. Mas foi em vão. A arte grega havia subjugado a etrusco-romana no gosto geral, a ponto de as estátuas gregas estarem entre as mais cobiçadas presas de guerra, exibidas destacadamente nos cortejos triunfais de todos os generais conquistadores. No triunfo de Lúcio Emílio Paulo Macedônico após a conquista da Macedônia, em 168 a.C., desfilaram duzentas e cinquenta carroças cheias de estátuas e pinturas, e na conquista da Acaia em 146 a.C., que decretou o fim da independência grega e sua submissão ao império romano, Lúcio Múmio Acaico literalmente encheu Roma de esculturas, conforme testemunho deixado por Plínio, o Velho. Logo em seguida, em 133 a.C., o império recebeu em herança o reino de Pérgamo, onde florescia uma original e influente escola de escultura helenística.

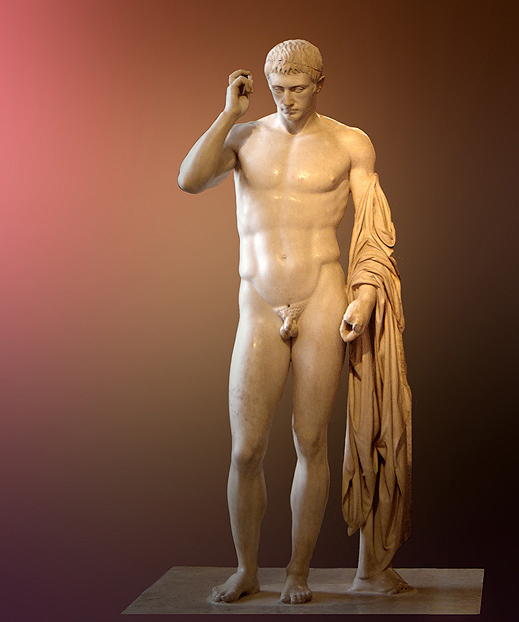
Cleômenes: Marcelo como Hermes, século I a.C. Museu do Louvre

Nesta altura a demanda por estatuária já era enorme, e em Atenas as oficinas de escultura trabalhavam praticamente apenas para os romanos, cuja elite exibia seu refinamento solicitando obras que imitassem a produção classicista dos séculos V e IV a.C., evitando os exageros expressivos do helenismo posterior. Esta demanda originou uma escola revivalista de escultura a que se chamou Neo-Ática, que depois continuou a prosperar na própria Roma até o século II d.C. Ela representa a primeira aparição, na história da arte, de um movimento que pode legitimamente ser chamado de neoclássico. São poucos os artistas desta fase cujos nomes são lembrados, e todos são gregos: além do citado Cleômenes, Aristéas e Pápias de Afrodísias, autores de dois centauros hoje nos Museus Capitolinos, e Pasíteles, que fundou uma escola eclética em Nápoles.
Ao que parece os romanos não faziam uma distinção valorativa ou estética importante entre um original e uma cópia, como hoje é comum. Dentre todas as centenas de modelos existentes na produção grega, os romanos favoreceram apenas cerca de cem, copiando-os em larga escala e estabelecendo uma padronização da imaginária. Em muitos casos as adaptações eram livres, e tinham um caráter de pastiche, usando elementos de peças variadas para a criação de uma obra nova, ou transformando estátuas de deuses em retratos romanos, com a cópia exata do corpo de uma criação famosa, mas trocando-se a cabeça pela de alguma personalidade romana. Exemplo deste hábito é a estátua de Marco Cláudio Marcelo preservada no Louvre, realizada por Cleômenes no século I a.C. a partir de um original grego representando Hermes orador de 400 anos antes, possivelmente obra de Fídias. Esta repetitividade e este hábito de copiar ou reinterpretar obras alheias já foram considerados por muitos críticos como evidência de que a escultura romana foi monótona e pouco criativa, mas além desta opinião ser controversa, para a cultura da época estabelecia laços positivos com linhagens simbólicas e ideológicas prestigiadas. Além disso, a prática da cópia de muitas obras-primas gregas foi a responsável pela preservação de uma grande iconografia clássica e helenista cujos originais acabaram perdidos na Idade Média.

## Ensaios para uma escola nacional de escultura
Uma mudança em direção à formação de uma escola de escultura nacional aconteceu entre fins do século II e o início do I a.C. Um bom exemplo é o Altar de Enobarbo, considerado um precursor imediato da grande arte imperial do século de Augusto. Criado como uma oferenda de Cneu Domício Enobarbo no encerramento da campanha militar em Brundísio, foi instalado no Templo de Netuno que ele havia mandado construir (ou reformar) na mesma ocasião. O altar foi decorado com diversos frisos, alguns com cenas mitológicas mais ou menos convencionais e comuns na tradição grega, mas um deles é uma cena de culto, representando um sacerdote preparando um sacrifício, ladeado pelo ofertante, soldados e outros atendentes, que já evidencia a adaptação do estilo classicista tradicional para um modo narrativo tipicamente romano, numa crônica da vida cotidiana e ao mesmo tempo dos sucessos de seu modelo político.
Com Augusto Roma se tornou a cidade mais influente e rica do império, resplandecente de mármores, e também o novo centro da cultura helenística, como haviam sido antes dela Pérgamo e Alexandria, atraindo para si uma multidão de artífices gregos. E assim como os sucessores de Alexandre haviam contribuído para dar uma sobrevida à arte grega, enriquecendo-a com novos temas, agora, quando se chega à Era Augusta, Roma daria sua contribuição própria e original tanto para a continuidade como para a renovação de uma tradição que já prestigiava há séculos e havia ditado o caráter de toda arte produzida ali. Mas mais do que a mera transferência do foco cultural para Roma, o que determinou o aparecimento de uma escola genuinamente romana foi a formação da própria ideia de Império, aplicando-se a técnica grega para a temática típica desta nova Roma.
A imaginária política acabou encontrando um caminho também nas moedas, que em termos artísticos podem ser consideradas baixos-relevos em miniatura. Júlio César legalizara em Roma uma prática helenista e oriental de imprimir a efígie do governante vivo nas moedas correntes, quando até então apareciam apenas imagens de deidades ou figuras históricas já falecidas. Augusto dirigiu essa prática com ainda maior consciência e pragmatismo político, impondo sua presença visível e a mensagem do governo na vida diária de todo cidadão até nos confins do império, exemplificando como a arte e a agenda política podiam unir forças para assegurar um sistema de controle e influência social em larga escala. Tal uso exerceria uma pressão sobre a sociedade difícil de estimar hoje em dia, bastando dizer que moedas com efígies de imperadores odiados como Nero eram objeto de chacota popular e muitas vezes não eram aceitas no comércio.

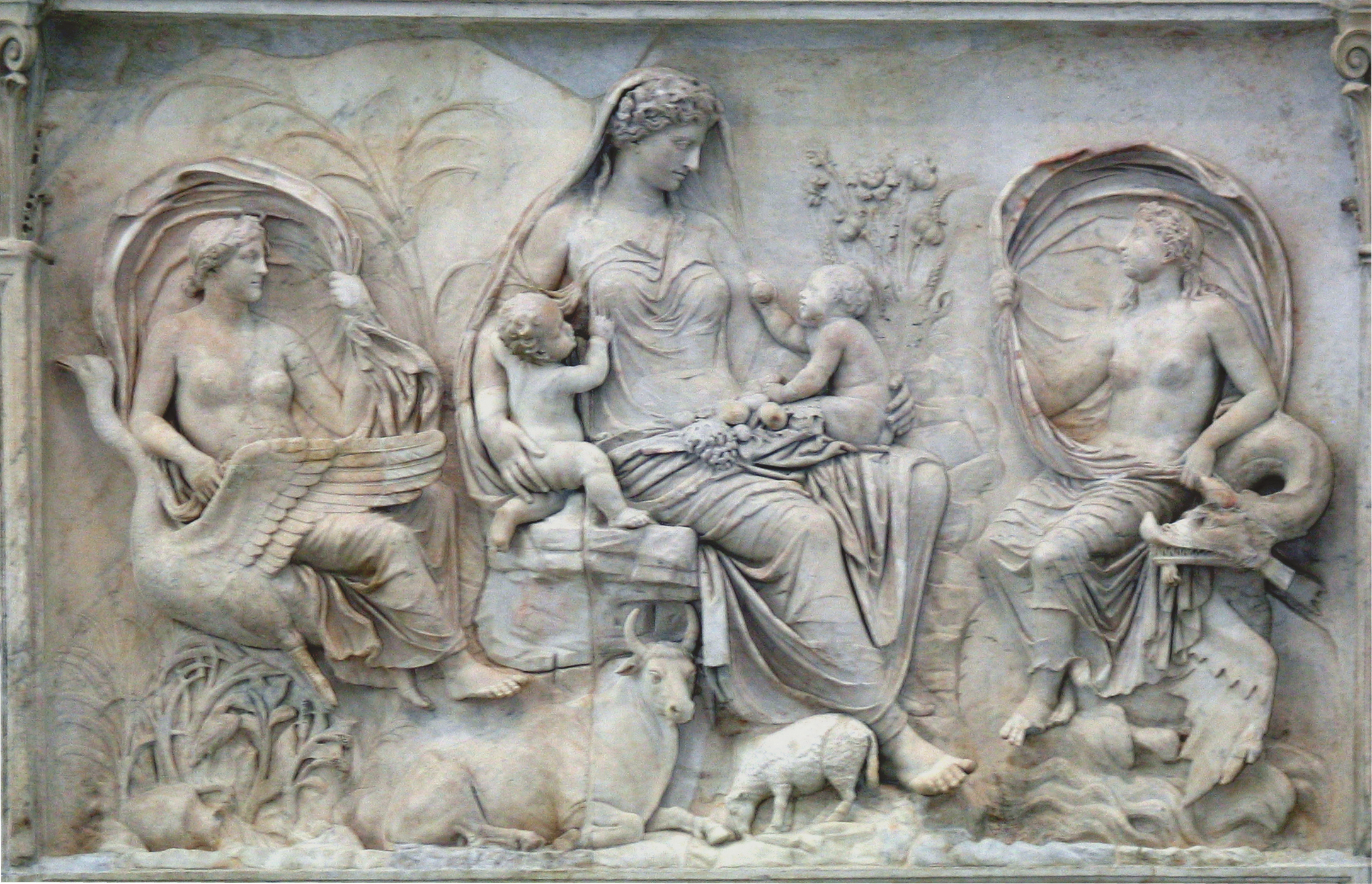
Tellus Mater, fragmento do Altar da Paz

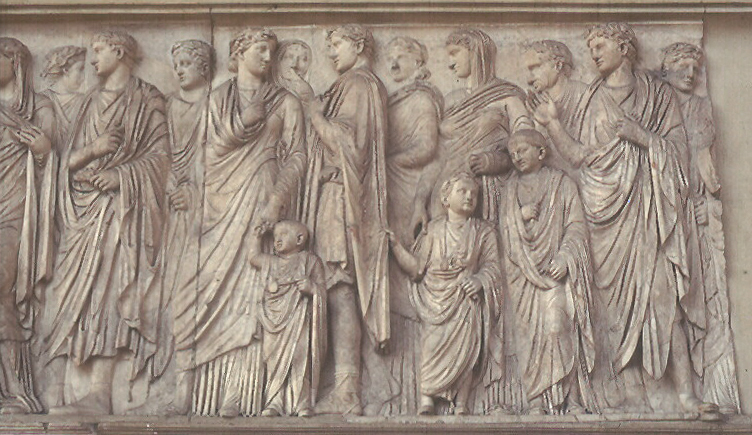
Procissão, fragmento do Altar da Paz

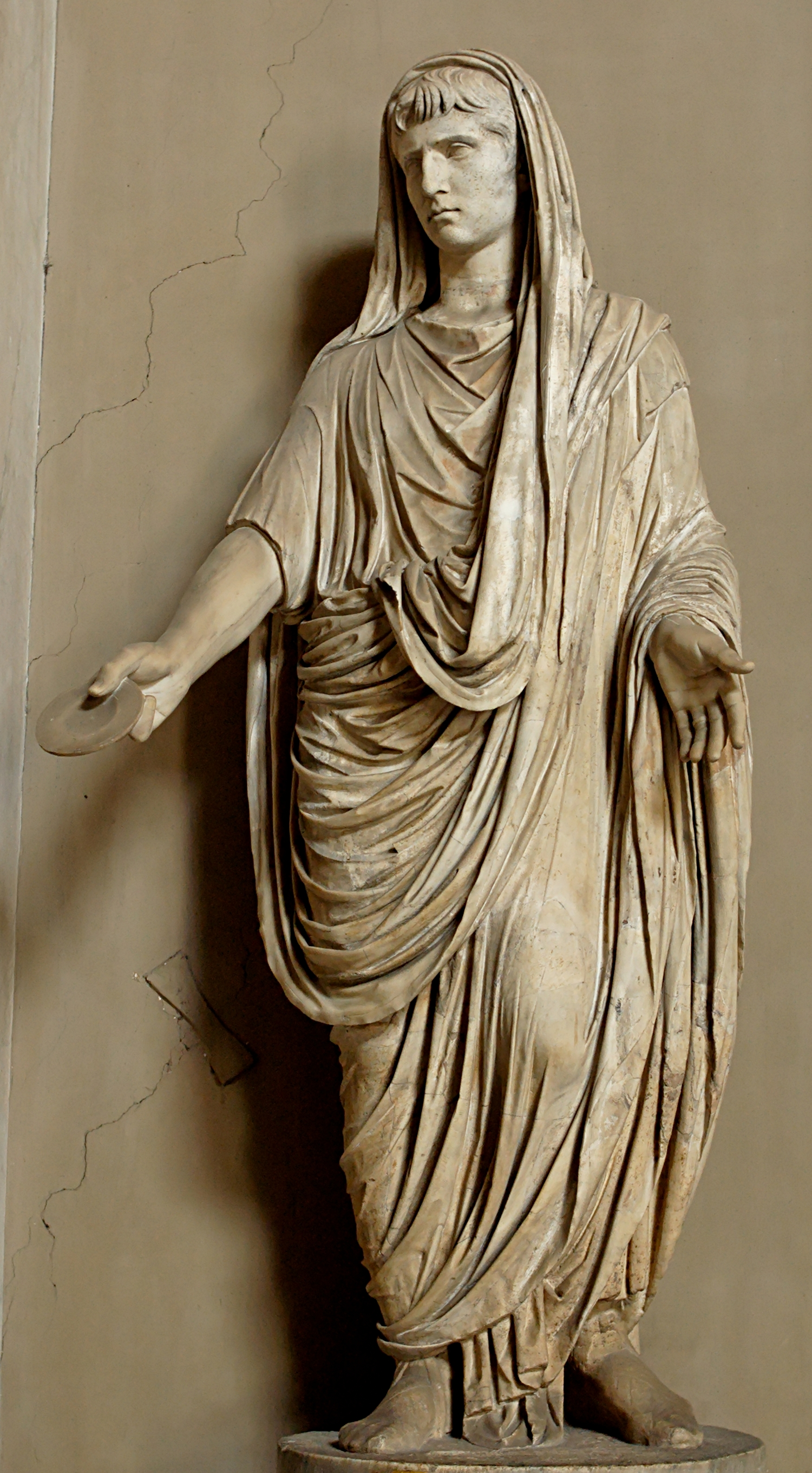
O gênio de Augusto, Museu Pio-Clementino

O primeiro grande monumento da escultura imperial foi o Altar da Paz (Ara Pacis, 32 a.C.), que é também uma obra-prima da arquitetura romana. Dedicado à deusa Pax (Paz), comemorou o retorno bem-sucedido do imperador de uma dupla campanha militar, na Gália e na Hispânia. O monumento foi decorado com frisos e relevos mostrando procissões, cenas alegóricas da mitologia e sacrifícios. Numa das cenas está representada Telo, a Mãe Terra, que é uma interpretação bastante diferente da sua contraparte grega, Gea. Aqui ela não personifica uma força violenta e irracional da Natureza, como se via nos vasos e frisos gregos, mas é uma imagem delicada e realmente maternal de proteção e nutrição. Outras cenas fazem menção enfática aos benefícios da Pax Augusta (A Paz de Augusto), e fornecem uma visão clara dos valores que naquele momento eram propostos aos romanos como verdadeiros: somente a prosperidade material proporcionada por um Estado forte e pacífico poderia impulsionar um desenvolvimento consistente na cultura e na arte, uma ideia repetidamente afirmada na poesia laudatória do período. Além disso, neste altar aparecem pela primeira vez na arte ocidental grupos onde tanto protagonistas como espectadores participam da mesma cena. Eugénie Strong fez uma análise da obra:
"Um estudo demorado dos relevos do Altar da Paz tende a evidenciar que estamos em presença de uma arte em estado embrionário, ainda longe da maturidade; o escultor é herdeiro da vasta experiência da arte helenística, mas ainda não aprendeu a selecionar ou condensá-la. Ele parece oprimido pela novidade e magnificência de seu tema, e, na indecisão sobre como deveria representá-lo, tenta um pouco de tudo. Mas é uma tentativa válida, e a partir dela, em mais um século de prática, veremos os triunfos da arte Flaviana. Os artistas da Era Augusta não são nem acadêmicos nem decadentes, nem tampouco imitadores servis. Eles são pioneiros trilhando caminhos novos que precisarão de mais cem anos para serem plenamente explorados".
Se em termos puramente artísticos a maturidade ainda podia estar longe, em termos ideológicos os trabalhos já estavam bastante adiantados. Augusto se mostrou um governante capaz, e contava com o apoio do povo. Desde seu primeiro consulado, acumulou honras sobre honras, até que o Senado lhe ofereceu a dignidade imperial e, a pedido do povo, o estatuto de Augusto — na verdade originalmente um título e não um nome, significando "divino". Seu reinado foi um período de relativa paz e prosperidade. Organizou o país e fomentou as artes, não sem se aproveitar delas para promover sua imagem pessoal, como era um uso generalizado entre os poderosos. Sobrevive grande quantidade de estátuas do imperador nos museus do mundo, mostrando-o com uma variedade de atributos: militares, civis e divinos. Uma das mais célebres é o Augusto de Prima Porta, que é uma reelaboração do Doríforo de Policleto, mostrando que, a despeito de sensíveis mudanças na cultura de seu tempo, a tradição grega continuava a ser venerada, tanto por suas qualidades intrínsecas como por representar para a cultura romana uma ligação que emprestava maior dignidade ao Império, com a figura do imperador como o maior de todos os mecenas e heróis.
Mas a opinião de Strong não é consensual. Outros consideram a dinastia júlio-claudiana como um período de grandeza para a arte romana. Os aspectos que a autora considera indicativos de uma fase de exploração de novos caminhos — o próprio espírito de pesquisa em várias frentes, buscando novos efeitos de luz e de tratamento de superfície, novas formas de criar um sentido narrativo eficiente, estudando a Natureza com redobrada atenção e tentando solucionar problemas de representação de grupos em perspectiva — são também apontados como sinais da fundação de uma autêntica escola nacional de escultura, uma impressão que se fortalece quando observamos o surgimento de aperfeiçoamentos técnicos e marcantes conquistas no terreno da retratística que vinham acontecendo desde a República. Entretanto, a influência classicista continuava forte, e modelos gregos idealizados continuaram a ser favorecidos, em particular para algumas tipologias de prestígio, como a glorificação da majestade imperial. Combinados ao gosto romano pela verossimilhança, estabeleceu-se um padrão inovador seguido por muitos anos à frente.

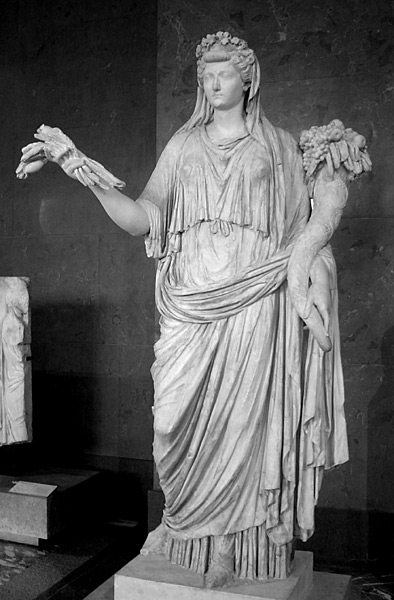
Estátua de Lívia Drusa, esposa de Augusto. Museu do Louvre
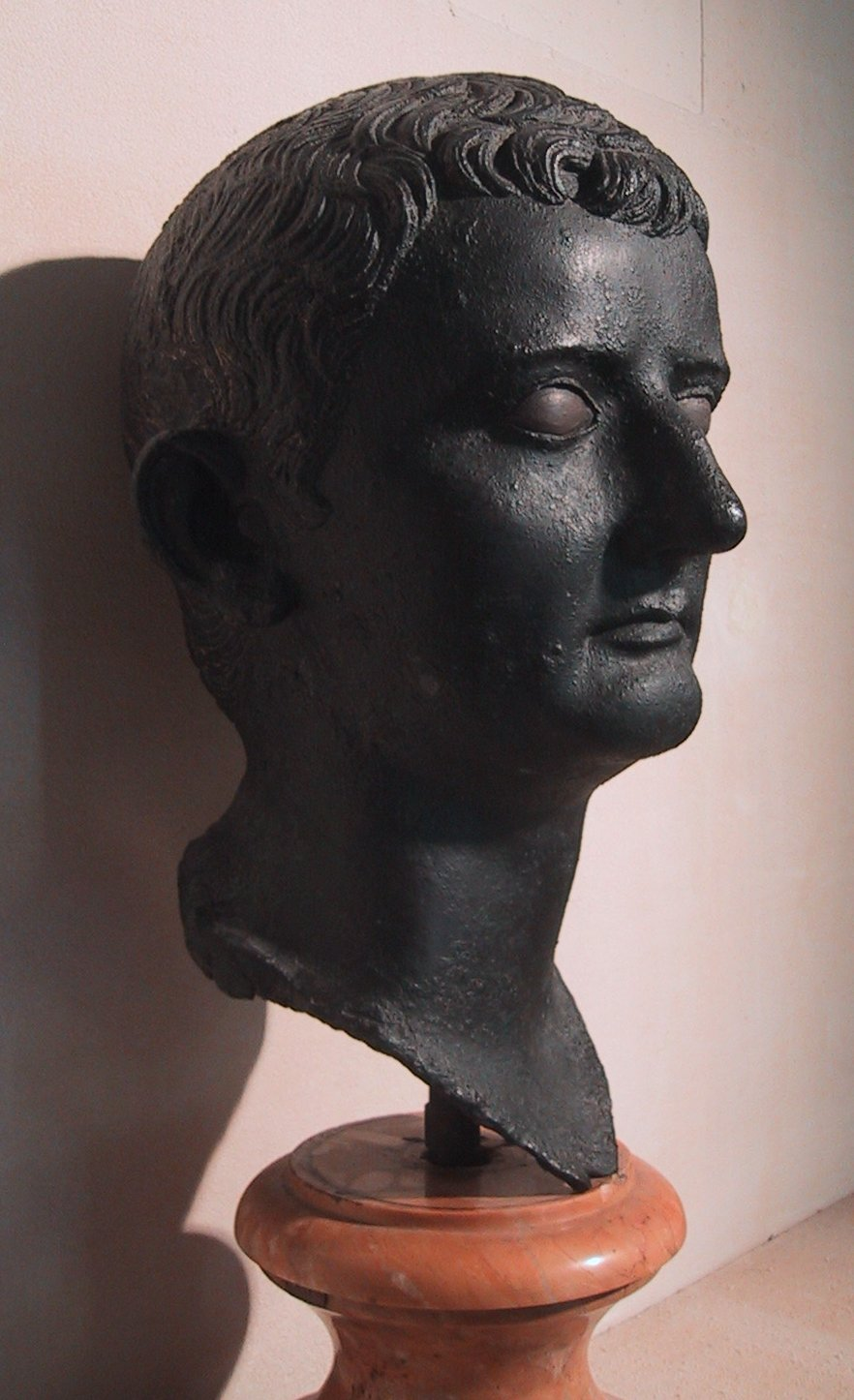
Busto de Tibério, c. 14-37 d.C. Gabinete das Medalhas, Paris
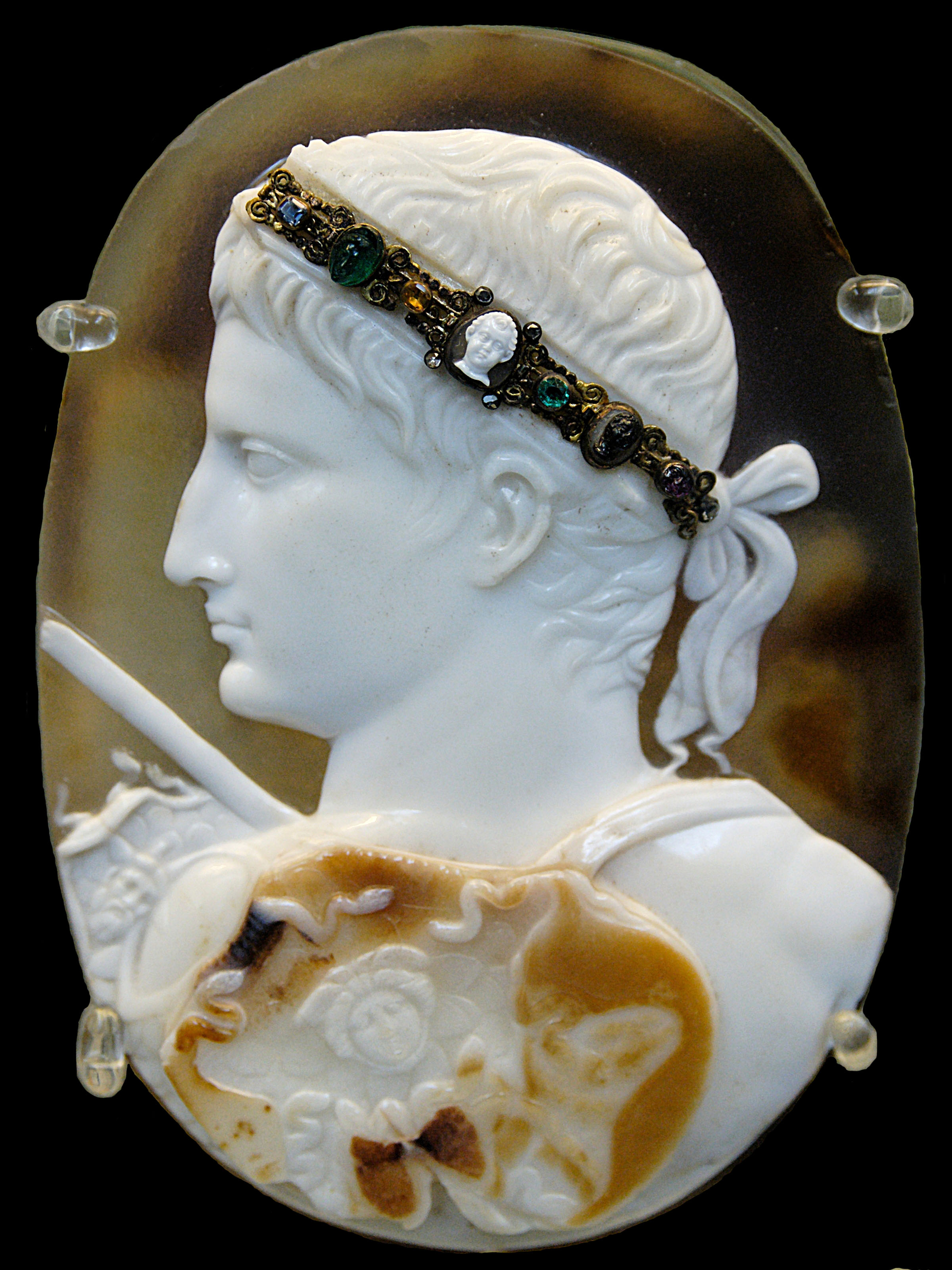
Camafeu Blacas, c. 14-20 d.C. Museu Britânico
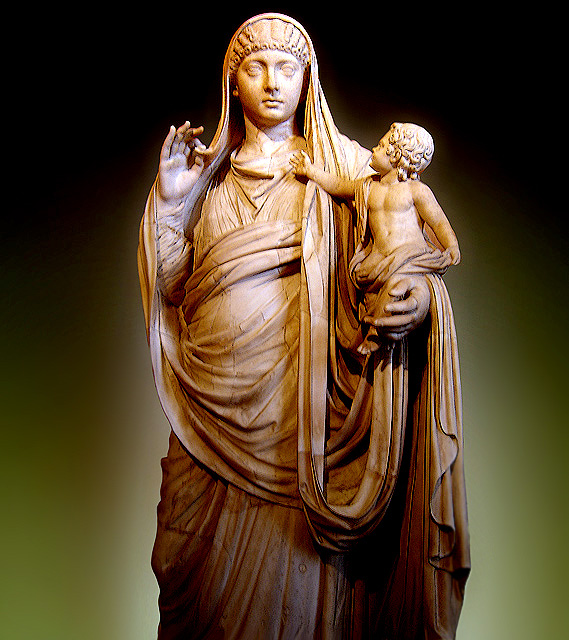
Messalina segurando Britânico, c. 45 d.C. Museu do Louvre

## Apogeu da escultura romana

### Bustos e estatuária
Na arte do retrato Roma deu sua contribuição mais individualizada à longa tradição escultórica fundada pelos gregos, uma contribuição que amadureceu bem antes do que os outros gêneros escultóricos e fez o desenvolvimento da arte em Roma dividir-se em dois campos, com ritmos evolutivos diferenciados - a retratística e os gêneros restantes. Desde o período da República o retrato vinha sendo muito valorizado, ao longo do tempo oscilando ciclicamente entre uma tendência classicista idealizante e outra de grande realismo, derivada em parte da expressividade típica da arte helenística. E dentre os retratos, o busto e a cabeça avulsa eram as formas mais requisitadas e acessíveis. Retratos de corpo inteiro eram menos comuns, embora não raros. A preferência pelo busto e a cabeça é um traço cultural tipicamente romano que criou um enorme mercado em toda orla do Mediterrâneo, e se explica primeiro por razões econômicas, sendo muito mais baratos que uma estátua completa, mas também pelas convenções acerca da identificação individual que prevaleciam entre eles. Para os romanos, na retratística não eram o corpo, os trajes, nem os atributos acessórios, o centro do interesse, mas a cabeça e a fiel descrição fisionômica. Robert Brilliant diz que

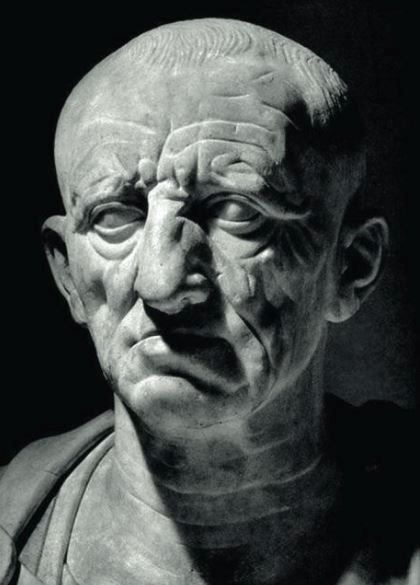
Detalhe de um busto de Catão, c. Palácio Torlônia

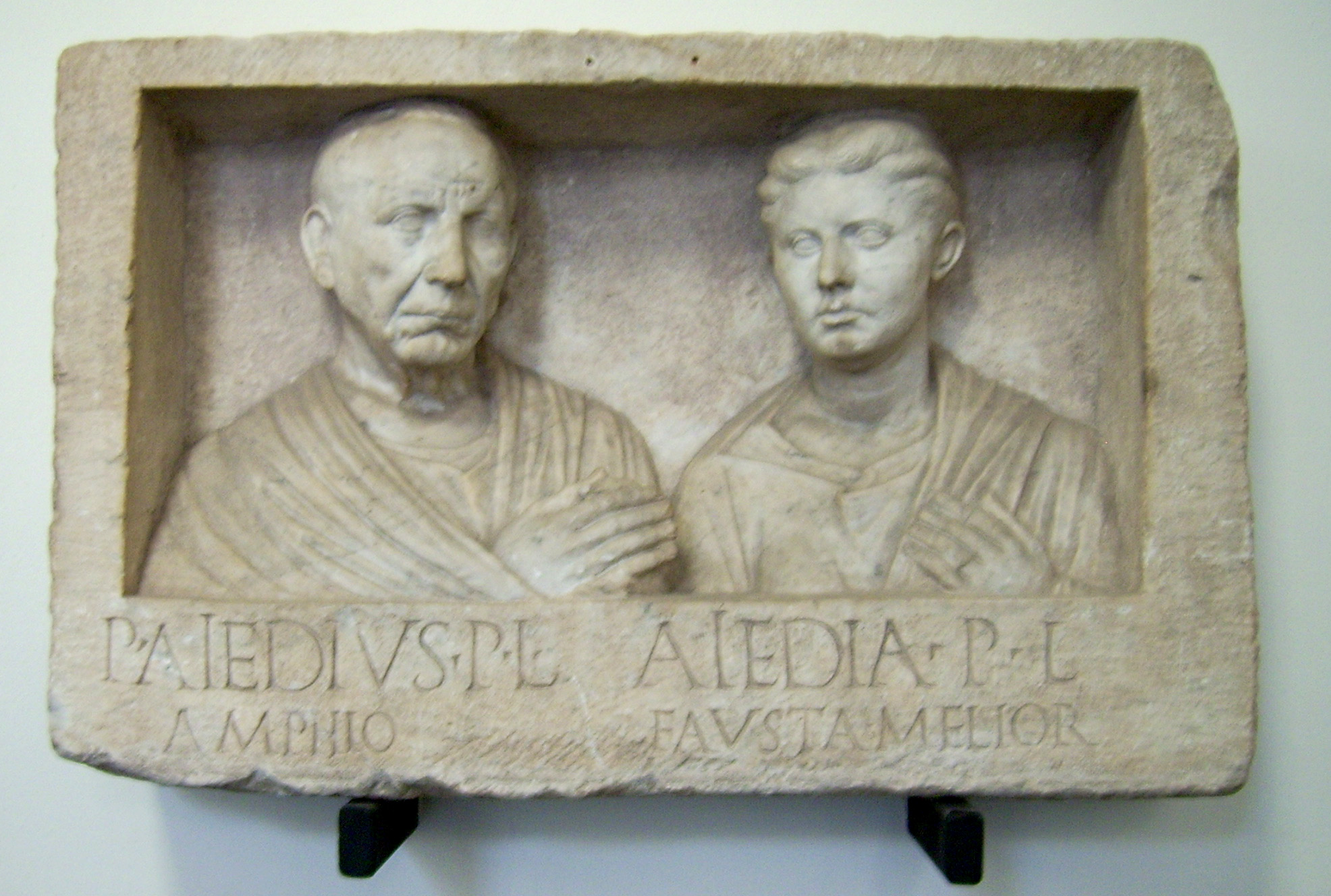
Bustos fúnebres de Públio Aídio Ânfio e Aídia Fausta Melior, Museu Pergamon

"A identidade específica do sujeito, estabelecida pelos traços particulares da cabeça, vinha sendo concebida como um apêndice simbólico que não levava em conta a integridade do corpo. Parece que os escultores criavam a cabeça como a principal chave para a identificação, e a inseriam numa ambientação bem orquestrada, semelhante em concepção, se não em intento, aos cenários prontos com uma abertura para o rosto, comuns entre os fotógrafos do início do século XX. De fato, as inúmeras estátuas togadas acéfalas que sobrevivem da antiguidade são análogas a cenários sem atores, ainda mais quando o corpo era feito pelos assistentes de antemão, à espera da cabeça esculpida pelo mestre".
Com a ascensão de Vespasiano, fundador da Dinastia Flaviana, o estilo misto de idealismo e realismo praticado pelos artistas júlio-claudianos sofreu uma mudança, com uma retomada das formas helenistas e uma grande ênfase na descrição verista do sujeito, mesmo quando ele é o imperador. Os retratos femininos desta fase, por sua vez, são tipicamente adornados com os complexos penteados que estavam na moda. A técnica também foi incrementada com um uso inovador de furadeiras. Com Trajano, contudo, a idealização retornou forte, chegando a um grau ainda maior sob Adriano, que era um grande admirador da Grécia. Os retratos de Marco Aurélio, além de reverterem para a caracterização realista, mostram um avanço na descrição psicológica e emocional, que nos retratos de Caracala atingem um alto grau de expressividade. Mas dali em diante a influência oriental e um interesse por uma estética geometrizante levaram o retrato a adquirir um aspecto progressivamente estilizado e abstrato. Sob Constantino I essa tendência chega a uma culminação, associada a um senso de monumentalidade que faz lembrar o classicismo da era de Augusto. O estilo desenvolvido em seu reinado seria um precursor direto da arte bizantina.
Enquanto que os imperadores usavam os retratos primariamente para a reafirmação do poder e de seu programa político, na esfera privada eles serviam primariamente à memória familiar e aos contextos fúnebres. Bustos acompanhados de inscrições elencando a parentela e os patronos do morto decoravam altares, tumbas e urnas cinerárias. Essa tradição estava ligada a uma longa história de exibição de máscaras mortuárias de cera ou terracota de ancestrais ilustres nas procissões fúnebres da elite, realizadas para comemorar e atestar sua linhagem patrícia. Essas máscaras eram orgulhosamente mantidas no sacrário doméstico, o larário, junto com bustos em bronze, terracota ou mármore. Presume-se que o hábito da confecção das máscaras mortuárias em cera, que copiam fielmente as feições do morto, seja uma das causas para o desenvolvimento do gosto pelo realismo na retratística.
A intensa atividade política das famílias mais importantes também atribuiu outras funções para o retrato. Nos monumentos celebratórios de alguma importante façanha militar ou de um ato político de repercussão, como a assinatura de um tratado, também se erguiam estátuas e bustos dos protagonistas, acompanhados de inscrições onde se declaravam os seus feitos excepcionais e a sua insigne linhagem, num costume que refletia a importância do contexto familiar e das tradições ancestrais na vida pública, já que se acreditava que uma boa história familiar era o melhor atestado da nobreza de um homem. No fim da era republicana a enorme rivalidade entre as famílias ligadas ao poder fez da afirmação da linhagem um fator essencial do sucesso, com todos os seus símbolos manifestos: as procissões e pompas, as inscrições, a galeria de retratos. É sintomático do relevante papel desempenhado pela estatuária na sociedade romana o fato de que quando um personagem caía em desgraça era decretada erradicação de sua memória, ou seja, o apagamento de todas as inscrições contendo seu nome e realizações e a destruição de seus retratos.

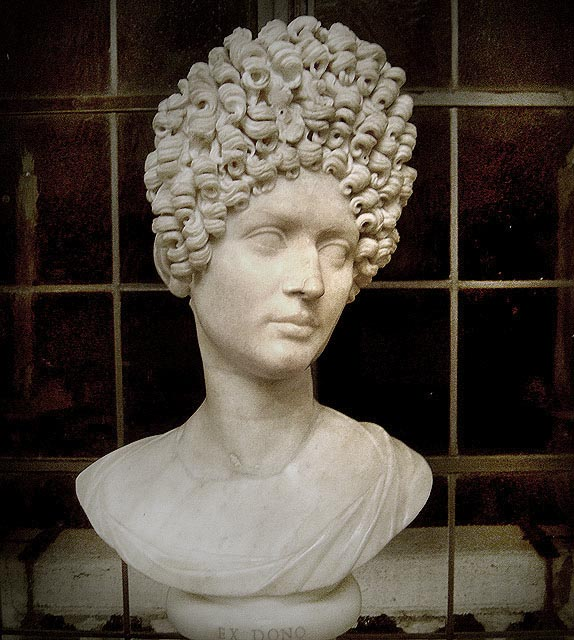
Busto de matrona Flaviana, c. 90. Museus Capitolinos
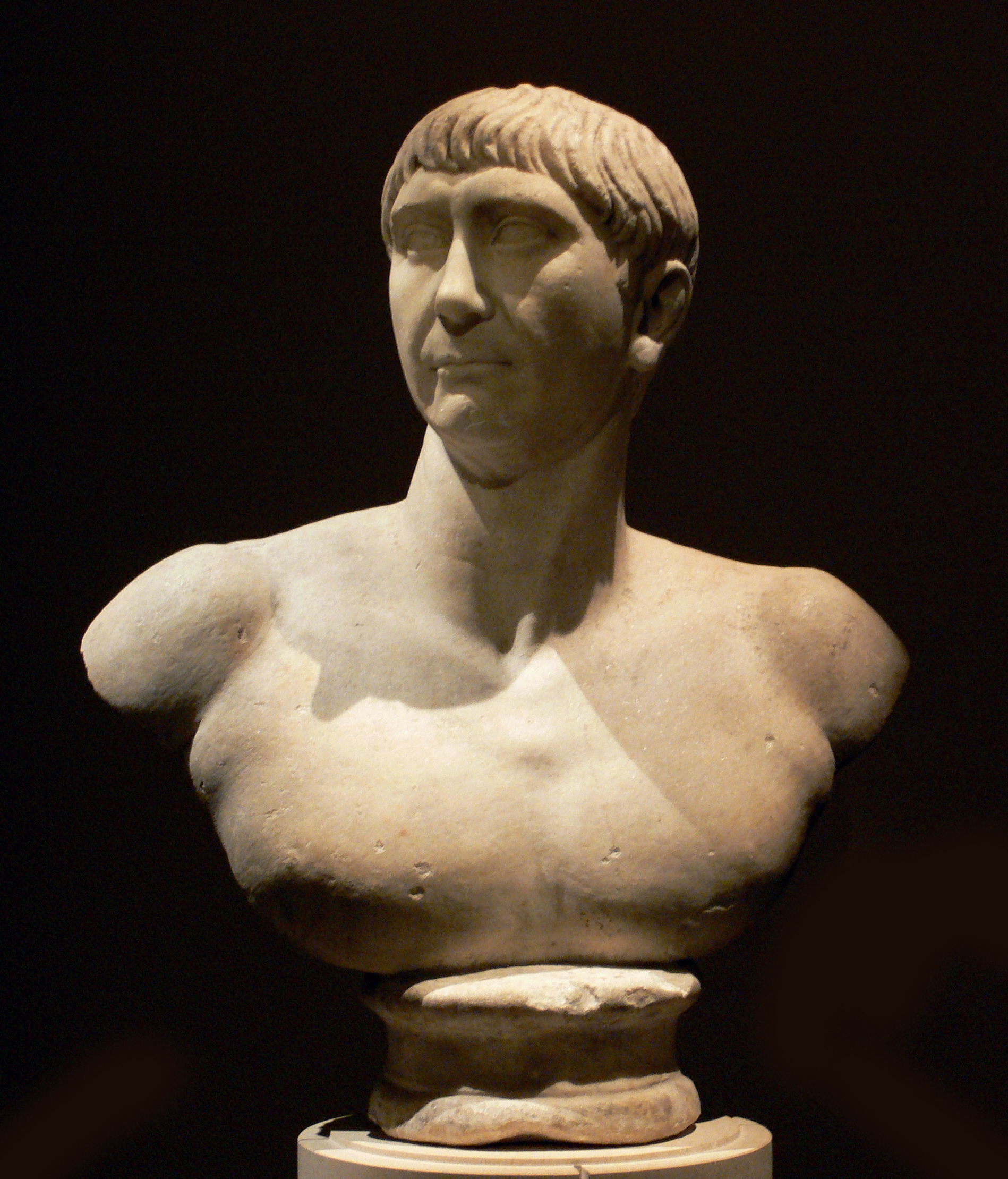
Busto de Trajano, Museu de História da Arte em Viena
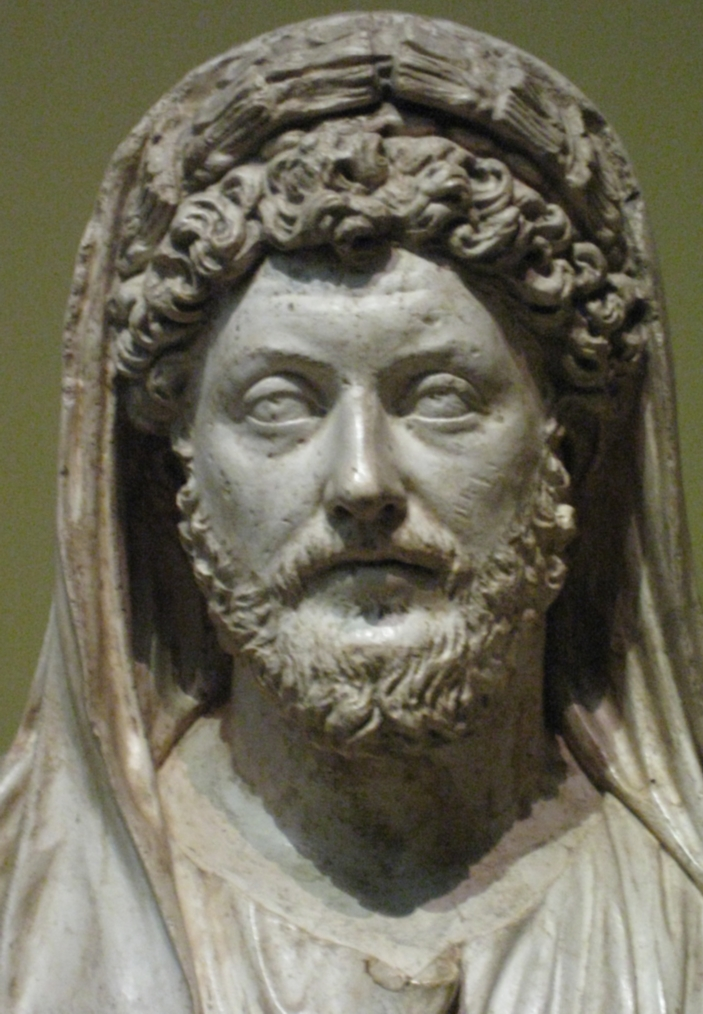
Busto de Marco Aurélio cópia do Museu Pushkin
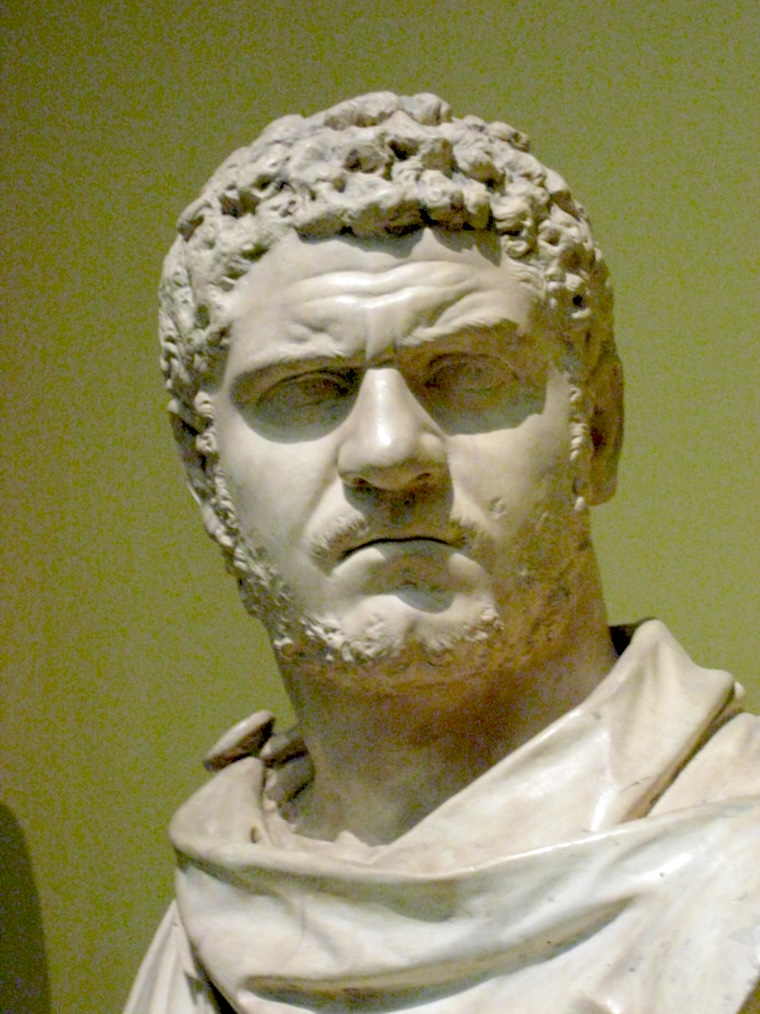
Busto de Caracala, cópia do Museu Pushkin

Os retratos de corpo inteiro do imperador em sua condição divinizada constituem um tópico de interesse para os pesquisadores modernos, especialmente nos períodos em que a descrição realista da fisionomia vigorou com maior força, pois se patenteia de imediato um contraste entre o estilo de representação do corpo e da cabeça. Enquanto que as cabeças realistas mostravam todos os sinais do envelhecimento, os corpos eram idealizados, elaborados de acordo com os antigos cânones clássicos, numa condição de eterno vigor e juventude. Essas obras híbridas se tornam compreensíveis quando se lembra da sua tradição de primazia da face sobre o resto do corpo, e quando se sabe que a estatuária para os romanos era claramente uma espécie de teatro simbólico e não uma realidade.
Assim, havia um acordo entre duas convenções distintas, uma para a representação do corpo em termos simbólicos investindo-o de virtudes morais, e outra para a representação descritiva da cabeça a fim de se poder identificar inequivocamente o sujeito, numa recusa da interpretação literal do conjunto. As mesmas convenções pareciam reger a estatuária privada quando se tratava de representar o gênio do sujeito, seu espírito divino, obras que pertenciam à esfera dos monumentos fúnebres. Com os mesmos propósitos se faziam muitas vezes a simples substituição da cabeça de alguma estátua célebre de um deus pela de um patrício romano ou do imperador, como já foi dito antes, mas não parece ter havido qualquer dificuldade para os romanos na clara diferenciação entre estátuas de culto e estátuas simbólicas, entre uma estátua de um deus e uma estátua de fulano como um deus. E tampouco hesitavam em simplesmente remover a cabeça de uma estátua de quem quer que fosse e trocá-la pela de outro indivíduo, quando a memória do primeiro havia sido proscrita. Essa prática foi comentada com naturalidade na literatura da época, reafirmando a independência entre cabeça e corpo na imaginária romana.
Nos outros tipos de estátuas, as decorativas e as de culto, a arte romana não acrescentou nada de essencialmente novo, e seus exemplares, embora muitos de qualidade superlativa, não mostram nada que já não tivesse sido exaustivamente experimentado antes pelos gregos clássicos e os helenistas. Cópias romanas de obras daquela produção anterior continuaram a ser produzidas até o século V. Entretanto, desde o século II, e com maior força depois de Constantino I, a crescente penetração da influência oriental determinou um progressivo afastamento do cânone grego, conduzindo à formação de um estilo sintético e abstratizante, em representações mais rígidas e frontalizadas, distanciando-se do naturalismo e do realismo, e com um sistema de proporções inteiramente distinto, tendências que evoluíram para a arte bizantina e a da primeira Idade Média.

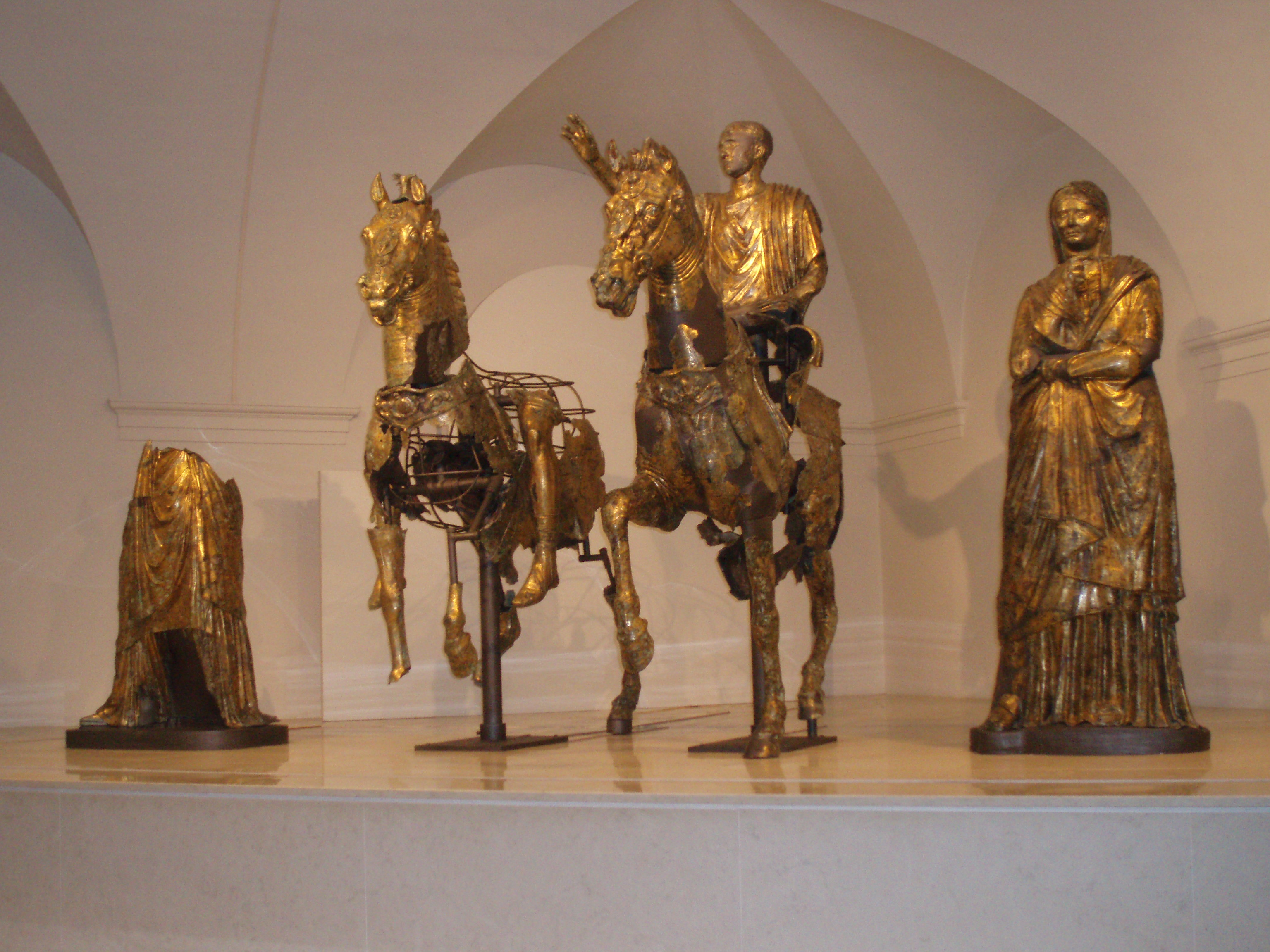
Bronzes dourados de Cartoceto di Pergola, c. 20-30 d.C. Museu dos Bronzes Dourados da Cidade de Pergola.
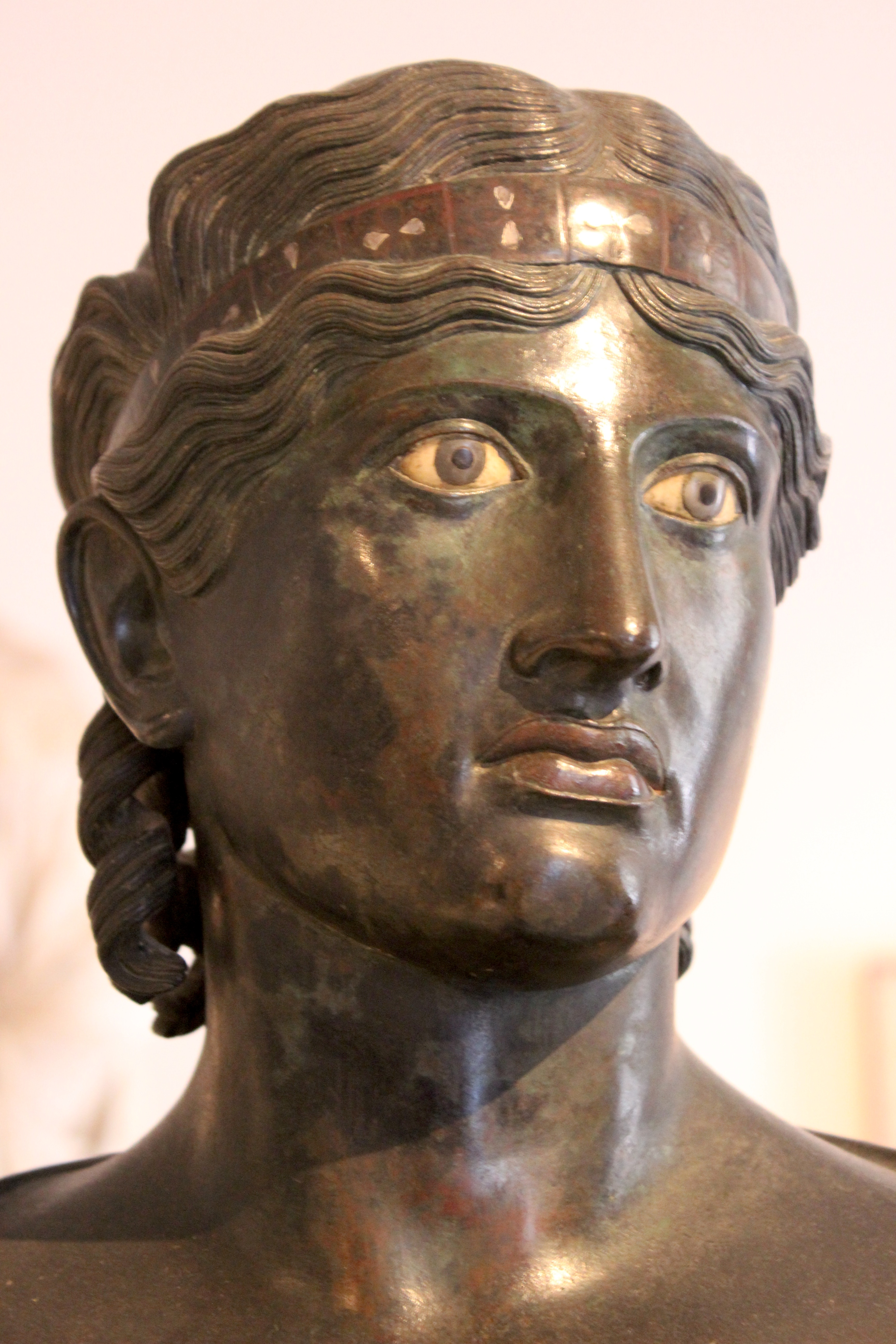
Detalhe de uma das Dançarinas de Herculano. Museu Arqueológico Nacional de Nápoles.
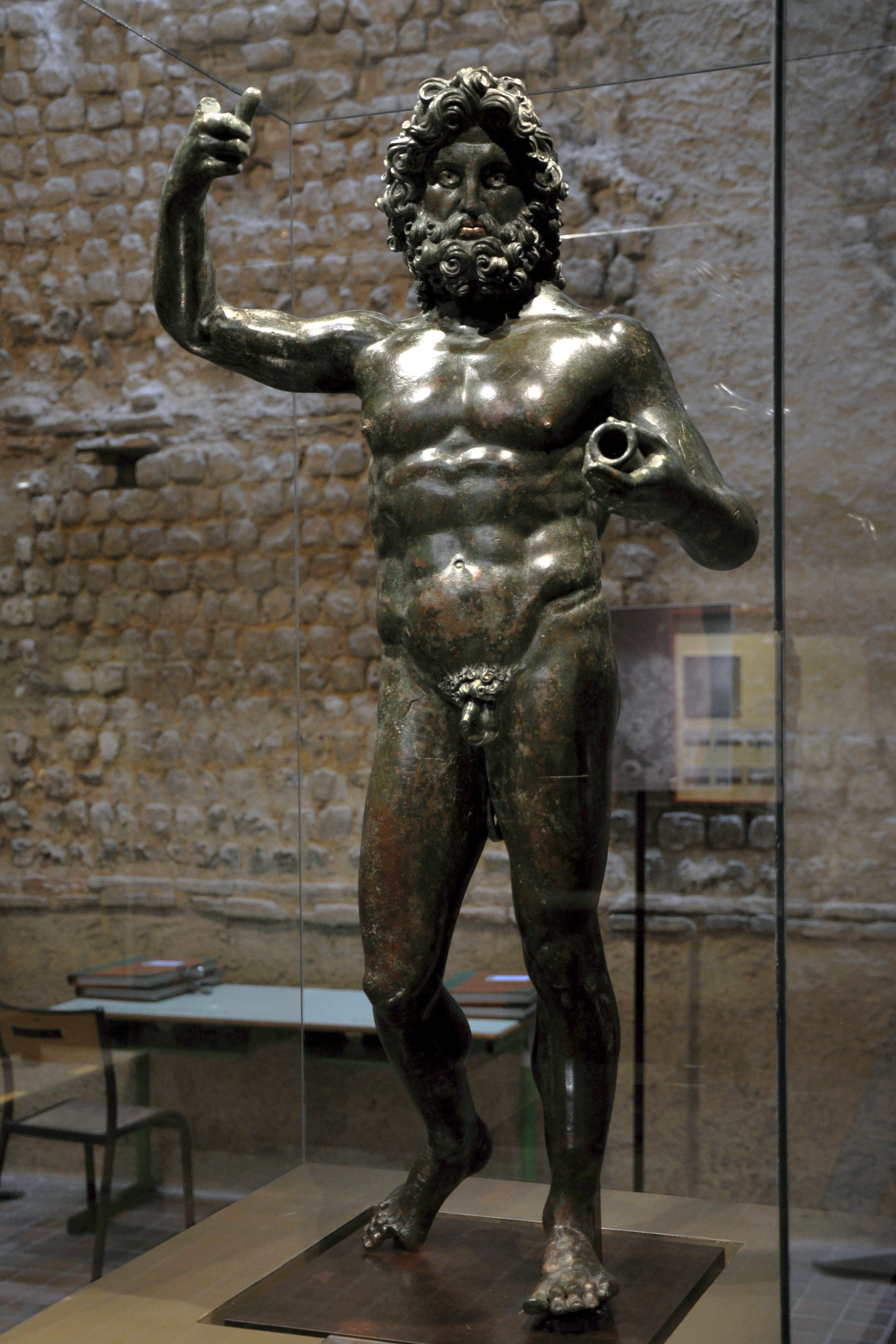
Júpiter Estator, século I d.C. Museu de Evreux
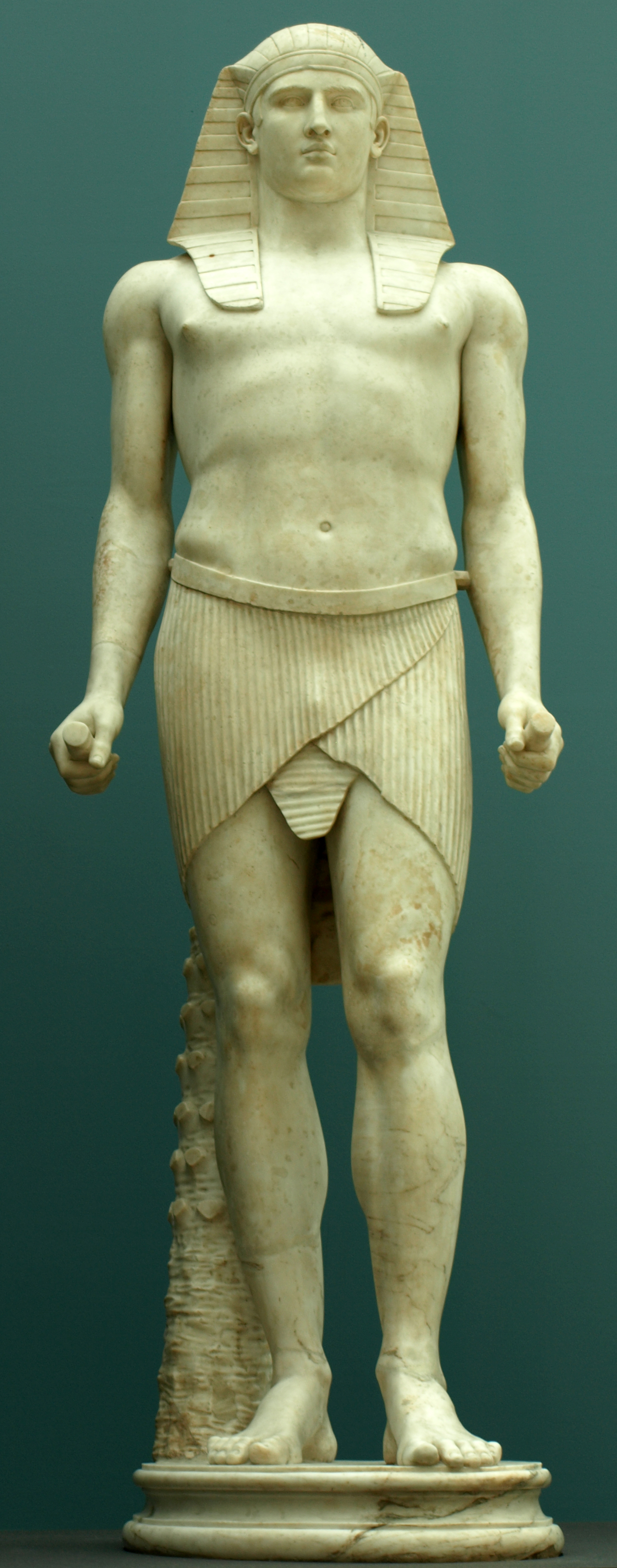
Antínoo-Osíris, era Adriana, Museu Britânico.

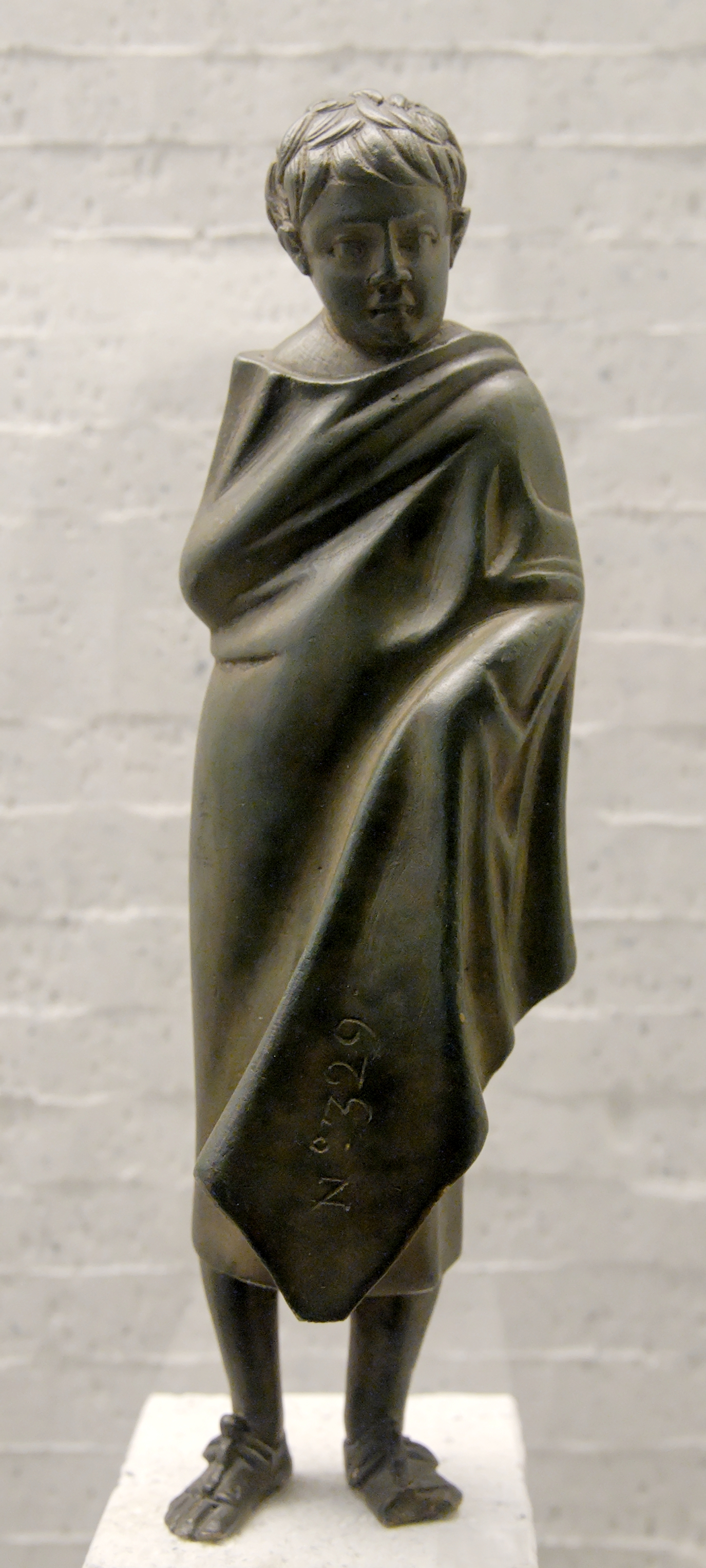
Jovem com manto, século I d.C. Museu do Louvre.
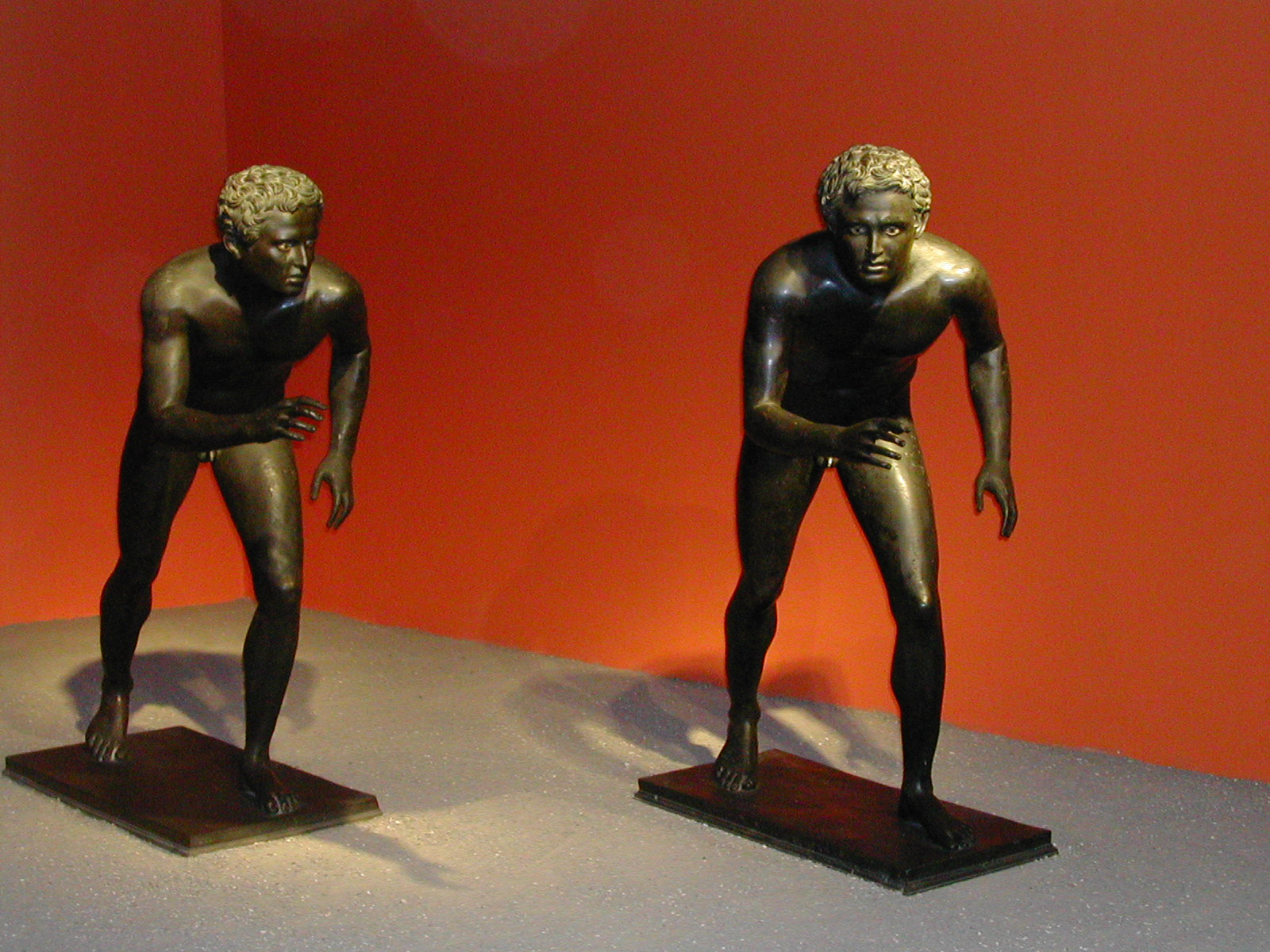
Os corredores, século I d.C. Museu Arqueológico de Nápoles.
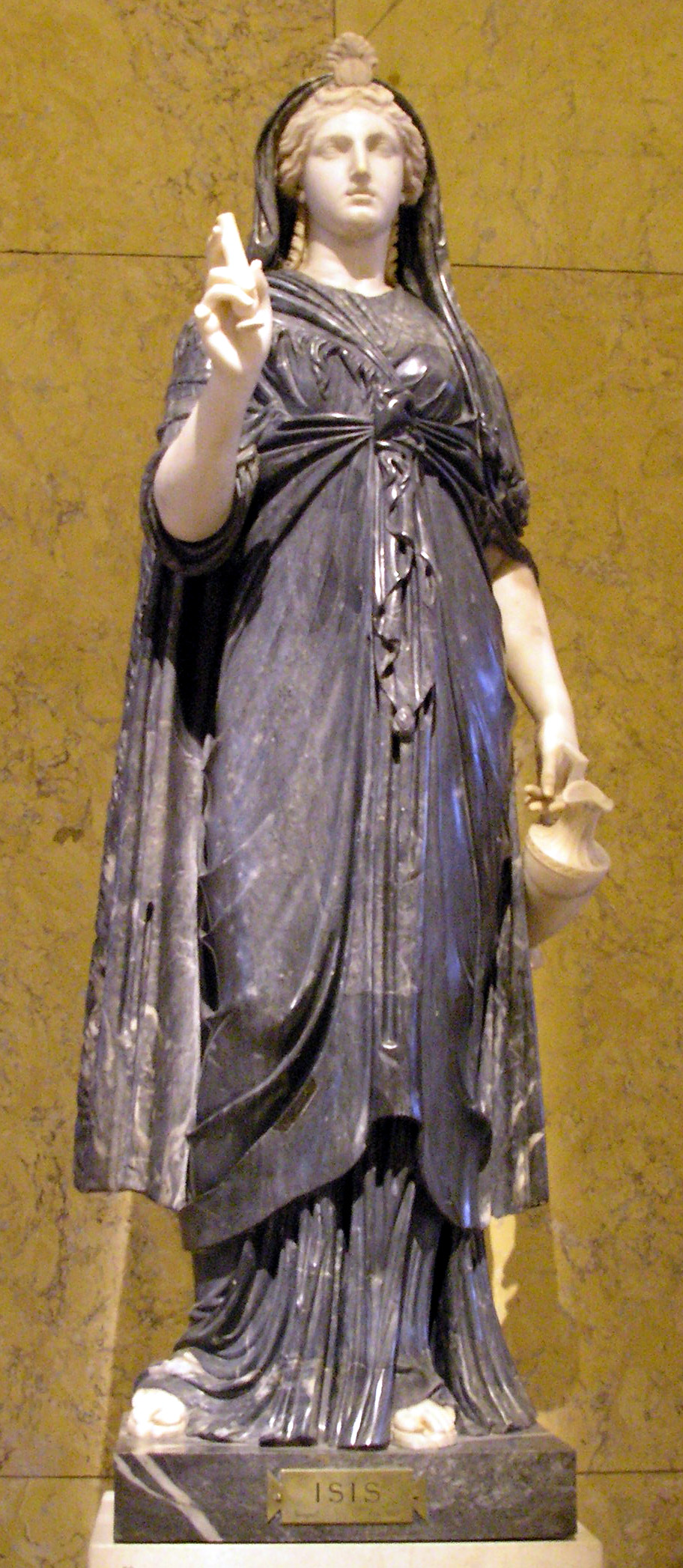
Ísis, século II. Museu de História da Arte em Viena.
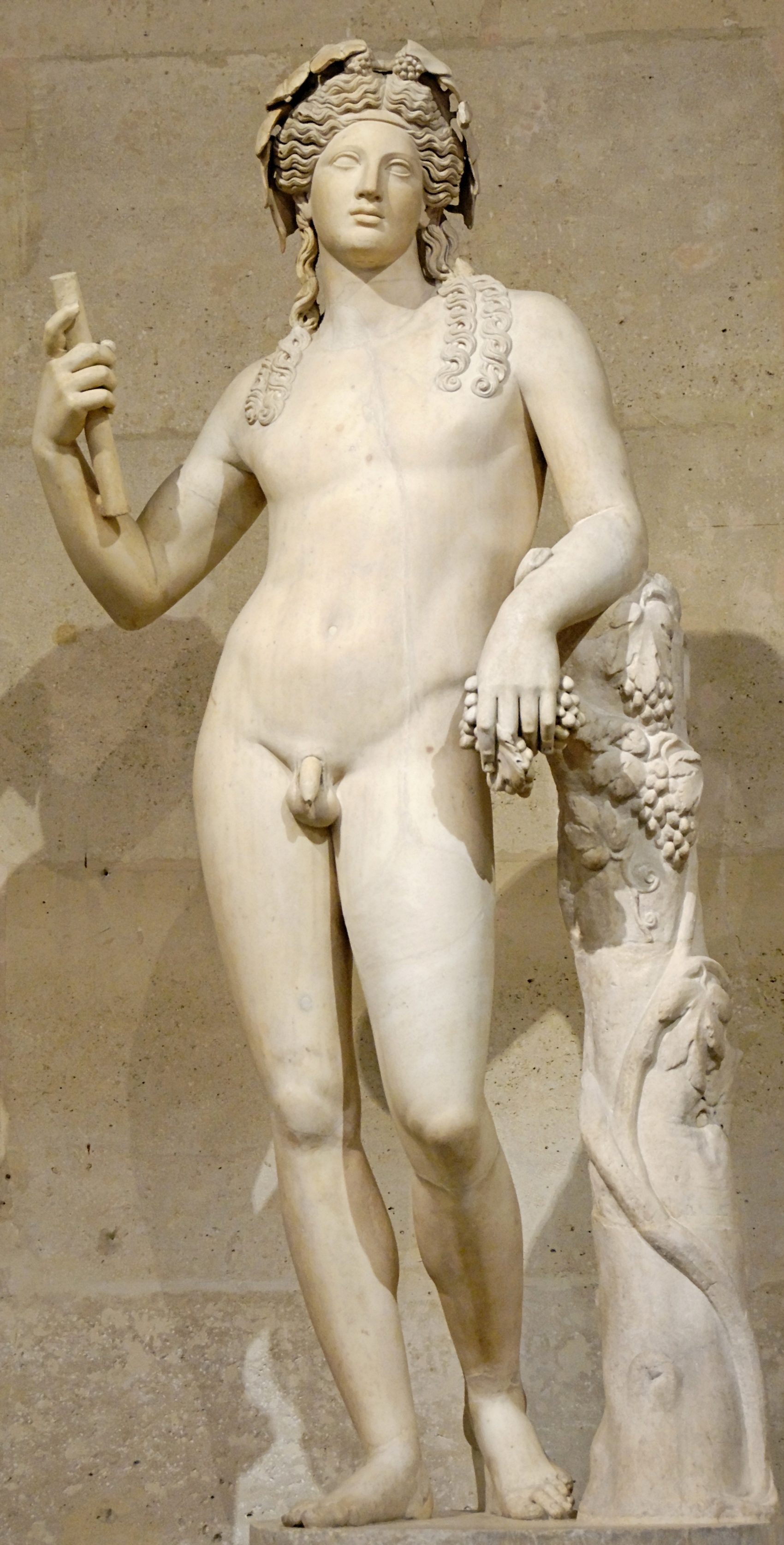
Dionísio, século II. Museu do Louvre.

### Sarcófagos
O uso dos sarcófagos era comum entre os etruscos e gregos, mas em Roma se só foi adotado extensivamente a partir do século II, quando o costume da cremação dos mortos foi substituído pelo de sepultamento, espalhando-se por todo o império. Sua produção se firmou em três centros principais — Roma, Ática e Ásia — e dividiu-se em alguns tipos distintos. Um deles, o mais comum, era uma caixa decorada com relevos figurativos, com tampa mais ou menos lisa; outro mostrava tampa também decorada, onde podiam figurar os retratos dos falecidos em corpo inteiro, reclinados como se estivessem em um banquete, um modelo que derivou da arte etrusca. Ambos deram origem a exemplares decorados com relevos de extraordinário requinte e complexidade. Um terceiro tipo, mais circunscrito a Roma, tinha decoração abstrata ou floral e cabeças de animais, preferencialmente leões, nas extremidades. De qualquer forma, havia muita variação e mistura entre esses modelos, e sua qualidade e riqueza decorativa dependiam das posses da família.

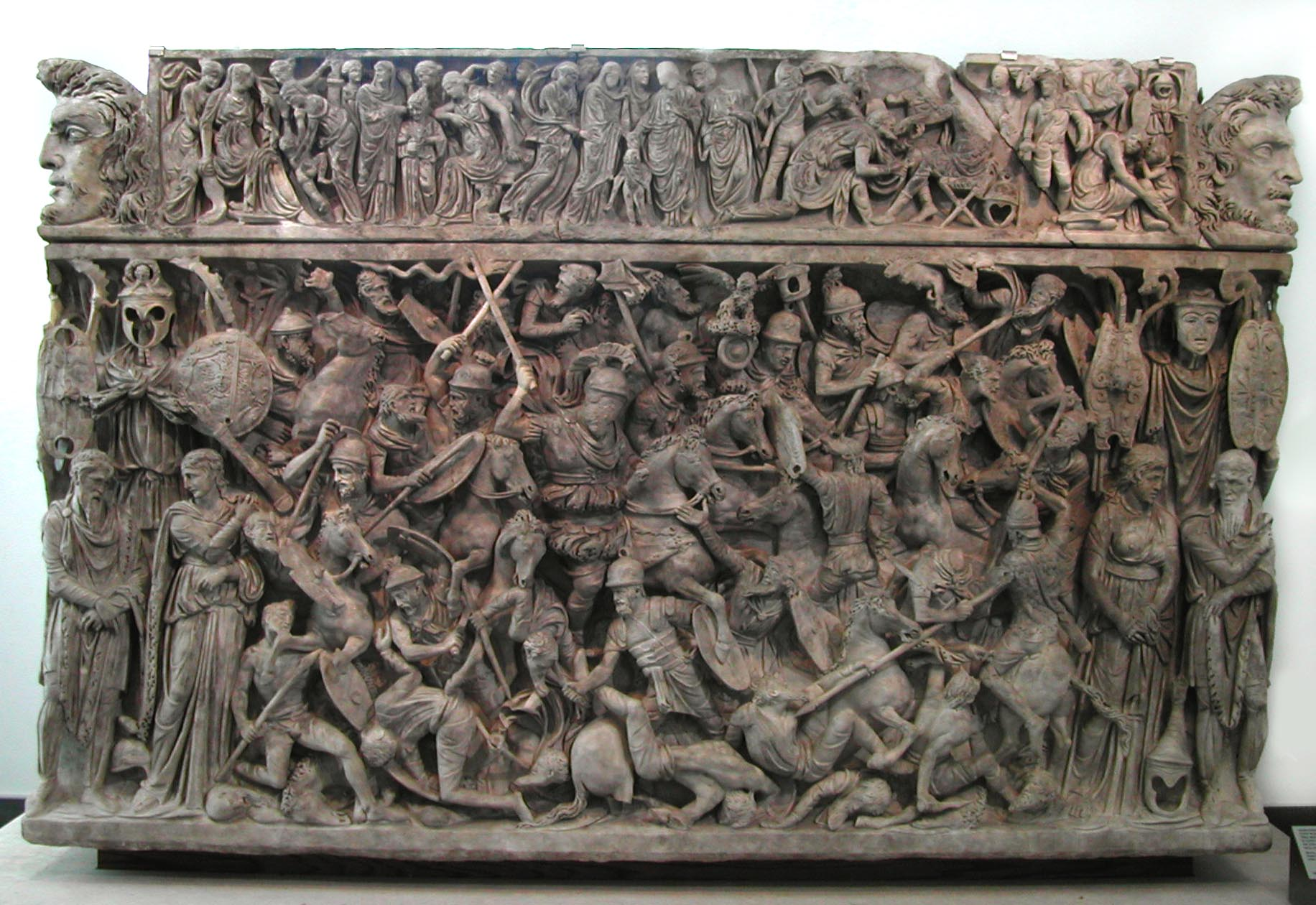
Sarcófago decorado com cena de batalha entre romanos e germânicos, c. 180–190. Museu Nacional Romano

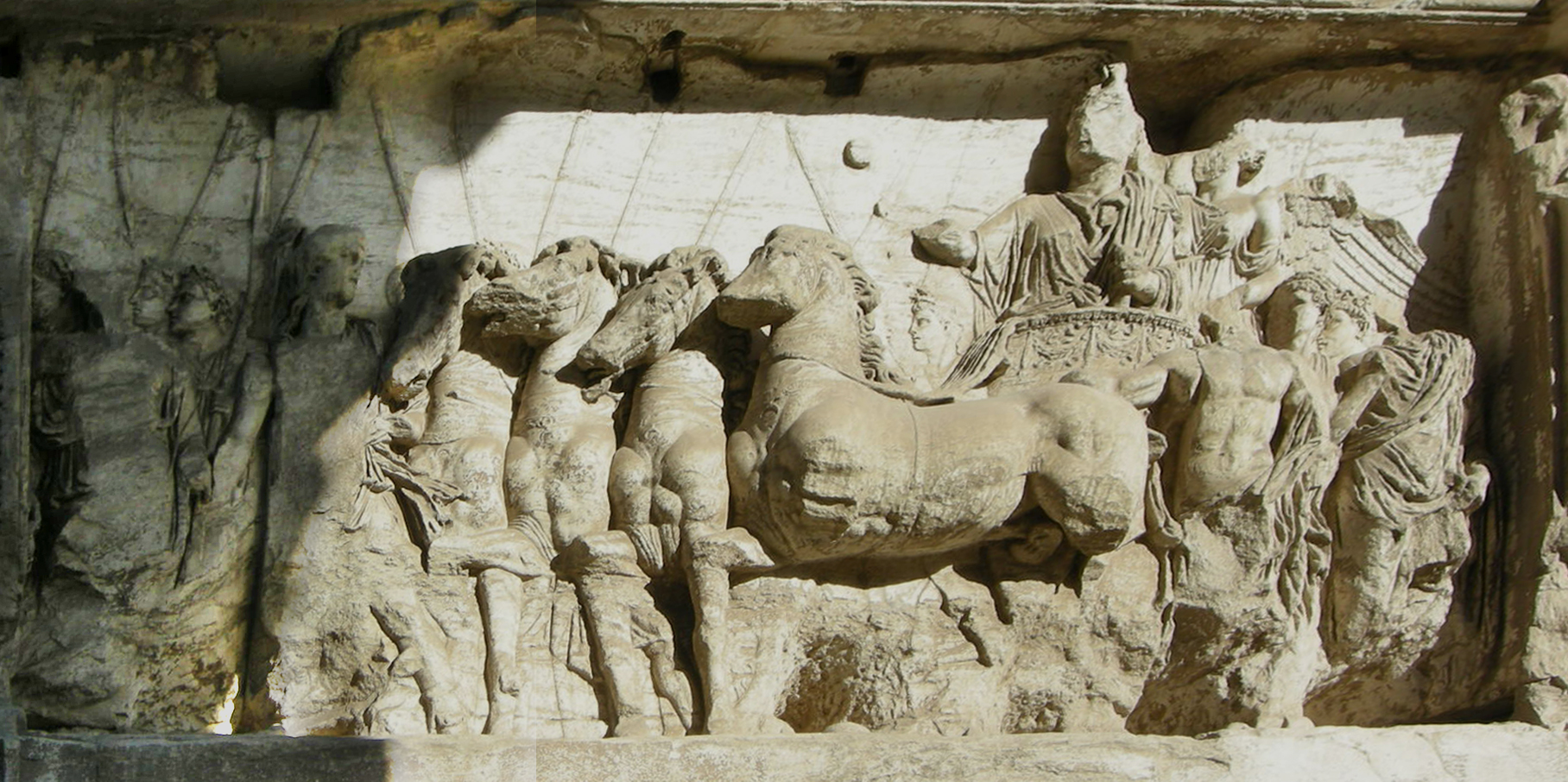
Friso do Arco de Tito, mostrando o triunfo de Tito

O centro de produção asiático se distinguia por uma preferência por caixotões de dimensões avantajadas e formas arquiteturais, com colunatas no entorno, estatuetas em nichos, uma imitação de porta num dos lados, placas ornamentais e um teto prismático com acrotérios, simulando uma verdadeira residência ou templo, podendo também se assentar sobre uma base elevada. Este tipo, ao contrário dos outros, muitas vezes era decorado em todos os quatro lados, e podia funcionar como um monumento independente, instalado ao ar livre em alguma necrópole, enquanto que os demais, instalados em nichos nas tumbas, tinham sua decoração resumida às partes que ficavam visíveis. A prática romana de enterramento em sarcófagos foi continuada na era cristã, quando foi um dos principais substratos para o desenvolvimento da iconografia da nova religião.

Coluna de Trajano

### Relevos arquiteturais
Dentro da tradição dos altares monumentais, colunas comemorativas e arcos de triunfo, os relevos decorativos empregados nessas arquiteturas foram um campo fértil para o desenvolvimento de um estilo narrativo próprio dos romanos. Exemplos precursores classicistas, o Altar de Enobarbo e o Altar da Paz, já foram mencionados. Outro que merece nota é o friso da Basílica Emília (c. 54−34 a.C.) no Fórum Romano, num estilo helenizante vigoroso, movimentado, com drásticos escorços, e complementado com cenas paisagísticas. Da dinastia júlio-claudiana quase nada sobreviveu, mas uma relíquia que pode nos dar uma ideia do estilo deste período é um friso encontrado em Roma, mostrando uma procissão de magistrados e sacerdotes carregando estatuetas votivas, junto com assistentes, animais, músicos e outras figuras. Seu interesse reside num efeito de perspectiva aérea produzido pela inserção de figuras em segundo plano acima da linha do cortejo, um recurso que foi mais tarde amplamente empregado nas cenas históricas.
A decoração do Arco de Tito (c. 81-82) tem sido considerada o ápice do período Flaviano. Dos painéis que o decoram, o que mostra o triunfo de Tito tem excepcionais qualidades plásticas, e demonstra uma grande habilidade técnica no uso do escorço para a representação da quadriga do imperador: o carro vem de frente para o espectador, mas o artista consegue criar a impressão de que ele está fazendo uma curva à direita. O outro painel, ilustrando o saque de Jerusalém, emprega com a mesma felicidade esse recurso num outro contexto, e ambos têm seu efeito ilusionístico realçado pelo aproveitamento da luz e sombra. Na verdade é difícil falar de um "estilo Flaviano", pois em outros locais se encontram relevos mais estáticos, de índole bastante classicista e antipictorial.
Do reinado de Trajano é célebre a Coluna de Trajano, que comemorou a campanha na Dácia entre 101 e 106. É uma enorme coluna revestida inteiramente de um friso contínuo que espirala para cima, sendo um exemplo perfeito do estilo narrativo dos relevos históricos romanos. As cenas evoluem naturalmente sem qualquer interrupção, salvo uma árvore ou rocha ocasional, criando o efeito de uma densa massa de corpos em movimento. O imperador aparece várias vezes em situações diferentes. No total estão esculpidas quase 2.500 figuras, e o nível técnico é mantido em todo o conjunto. Um recurso inovador é o abandono da perspectiva e o uso de figuras desproporcionais em relação à sua paisagem de entorno, o que trai a influência orientalizante que penetrava por esta altura. Hoje vemos apenas as formas marmóreas, mas seu efeito quando completa deve ter sido deslumbrante, uma vez que de acordo com a prática do tempo todas as cenas eram pintadas e adornadas com detalhes em metal. É possível que seu autor tenha sido Apolodoro de Damasco.
Logo em seguida a tendência reverte para o classicismo. Exemplos importantes são o Arco de Trajano em Benevento, em excepcional estado de conservação, e onze painéis semelhantes em estilo, mas ainda mais bem conseguidos, representando o imperador Marco Aurélio em cenas variadas. Quatro deles hoje estão nos Museus Capitolinos, e os outros foram reaproveitados em tempos imperiais para a decoração do Arco de Constantino. A Coluna de Marco Aurélio é outro grande exemplo da prevalência classicista nesta fase; mesmo que haja uma multidão de figuras a se acotovelarem na espiral contínua do friso que envolve o monumento, se preserva um senso de ordem, elegância, ritmo e disciplina ausente na Coluna de Trajano.
Esse interlúdio classicista, porém, teria um fim com Sétimo Severo, cujo Arco remete novamente à arte oriental em seu sistema de proporções encurtado e sua frouxa organização das cenas. Do século III praticamente nada sobreviveu, e o que temos de relíquias são pequenos frisos que mostram figuras atarracadas e toscas. O mesmo estilo continua ao longo do século IV, como se pode ver nos frisos superiores norte e sul do arco de Constantino, que fazem nítido contraste com os outros painéis, mais antigos, do tempo de Marco Aurélio. Os últimos exemplos significativos de escultura arquitetural estão na base do obelisco de Teodósio no hipódromo de Constantinopla, que já falam de uma arte mais próxima do universo bizantino que do romano.

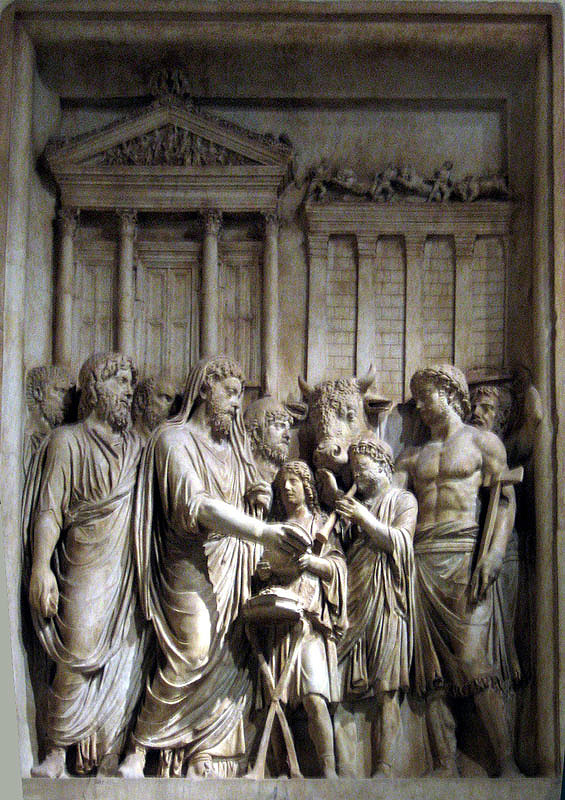
Marco Aurélio sacrificando. Museus Capitolinos
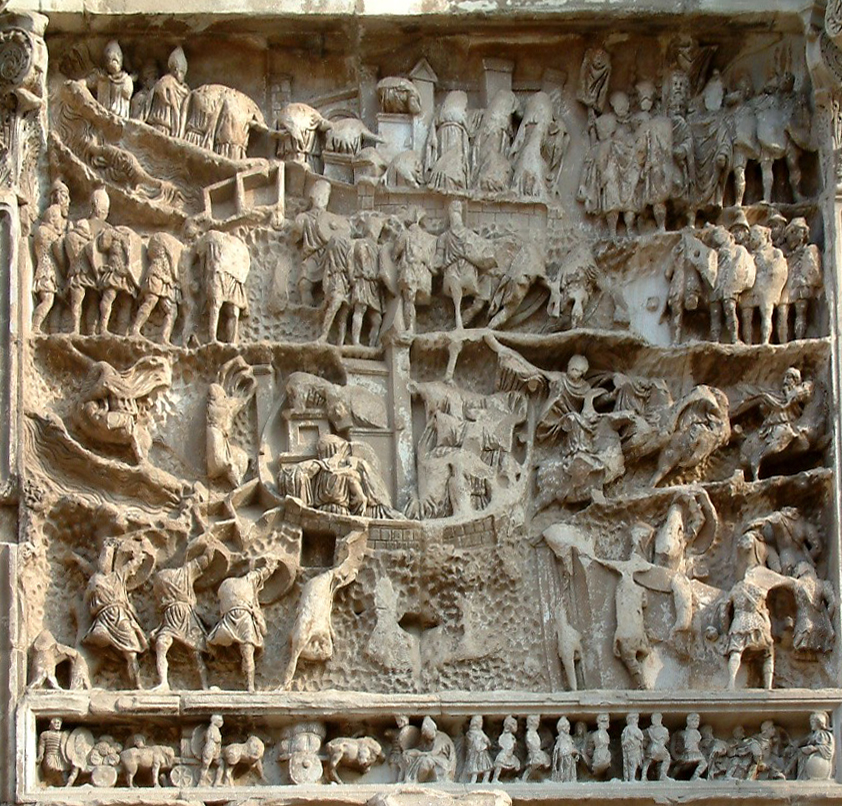
Relevo do Arco de Septímio Severo
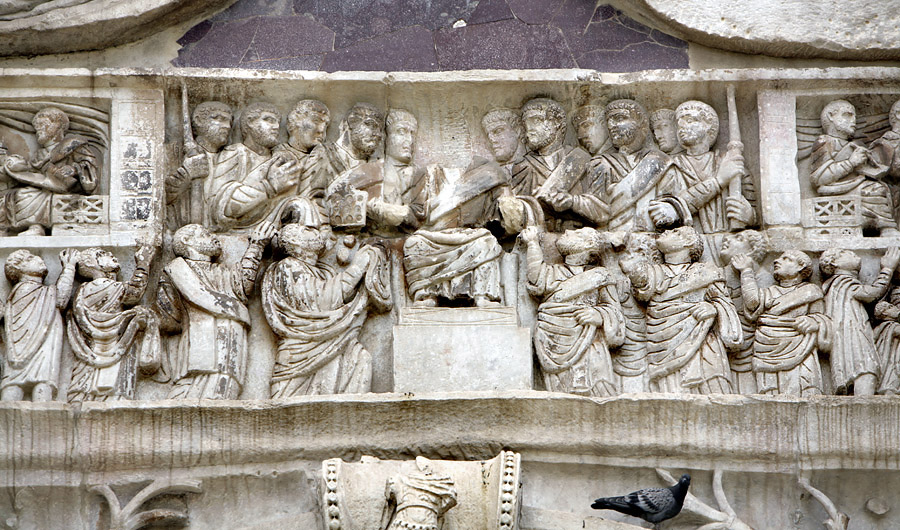
Friso norte do Arco de Constantino
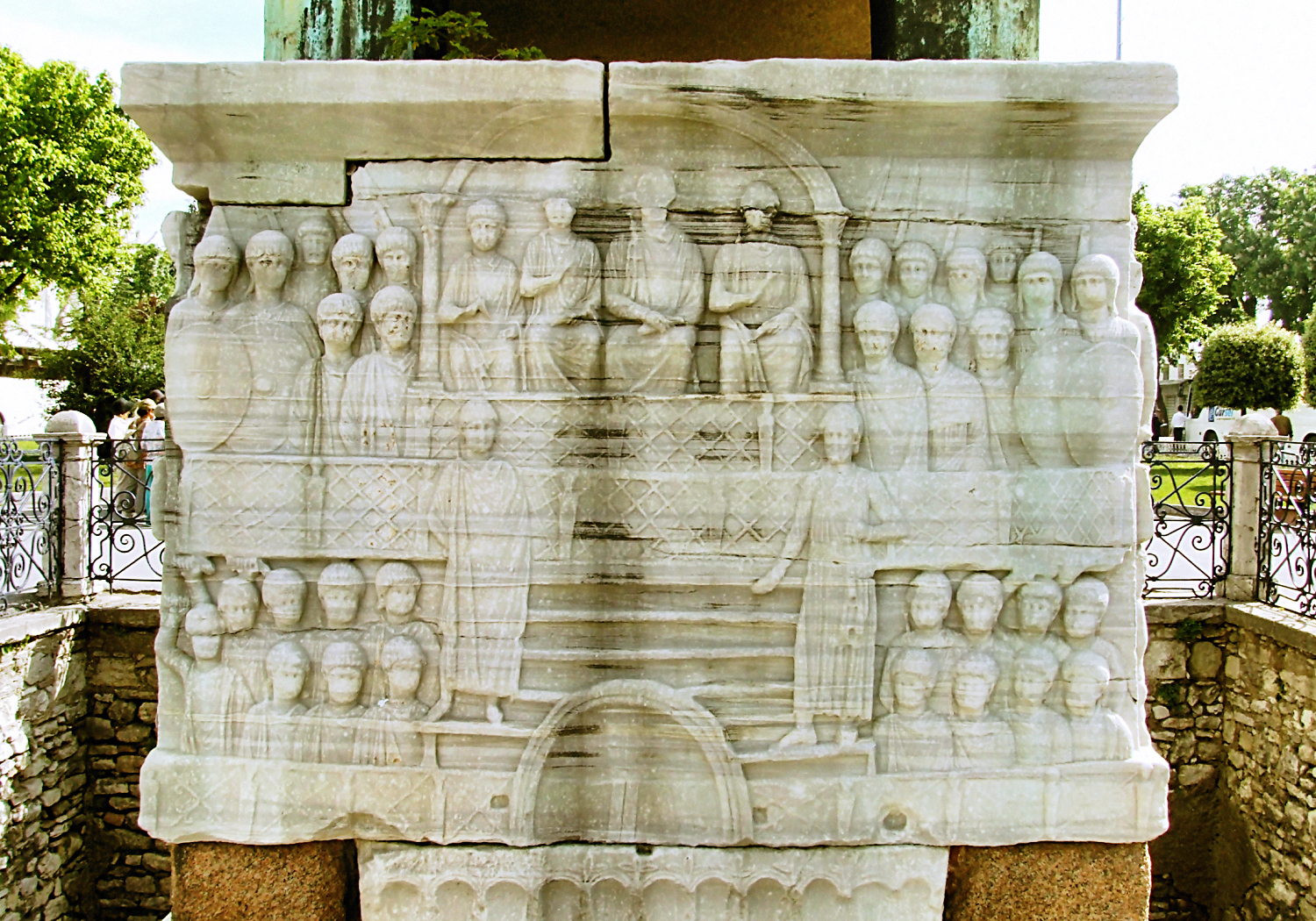
Base do obelisco de Teodósio I, século IV. Hipódromo de Istambul

### Formas menores
Entre as aplicações menores da escultura estão as estatuetas de culto doméstico, as figurinhas e máscaras de teatro, os camafeus, os utilitários decorados, os amuletos e os brinquedos infantis. Menos celebrizados do que os grandes gêneros, não são menos importantes do que aqueles, e muitas vezes dão uma ideia mais exata, íntima e sincera da mentalidade romana, principalmente do povo, do que as imponentes representações oficiais.

#### Camafeus

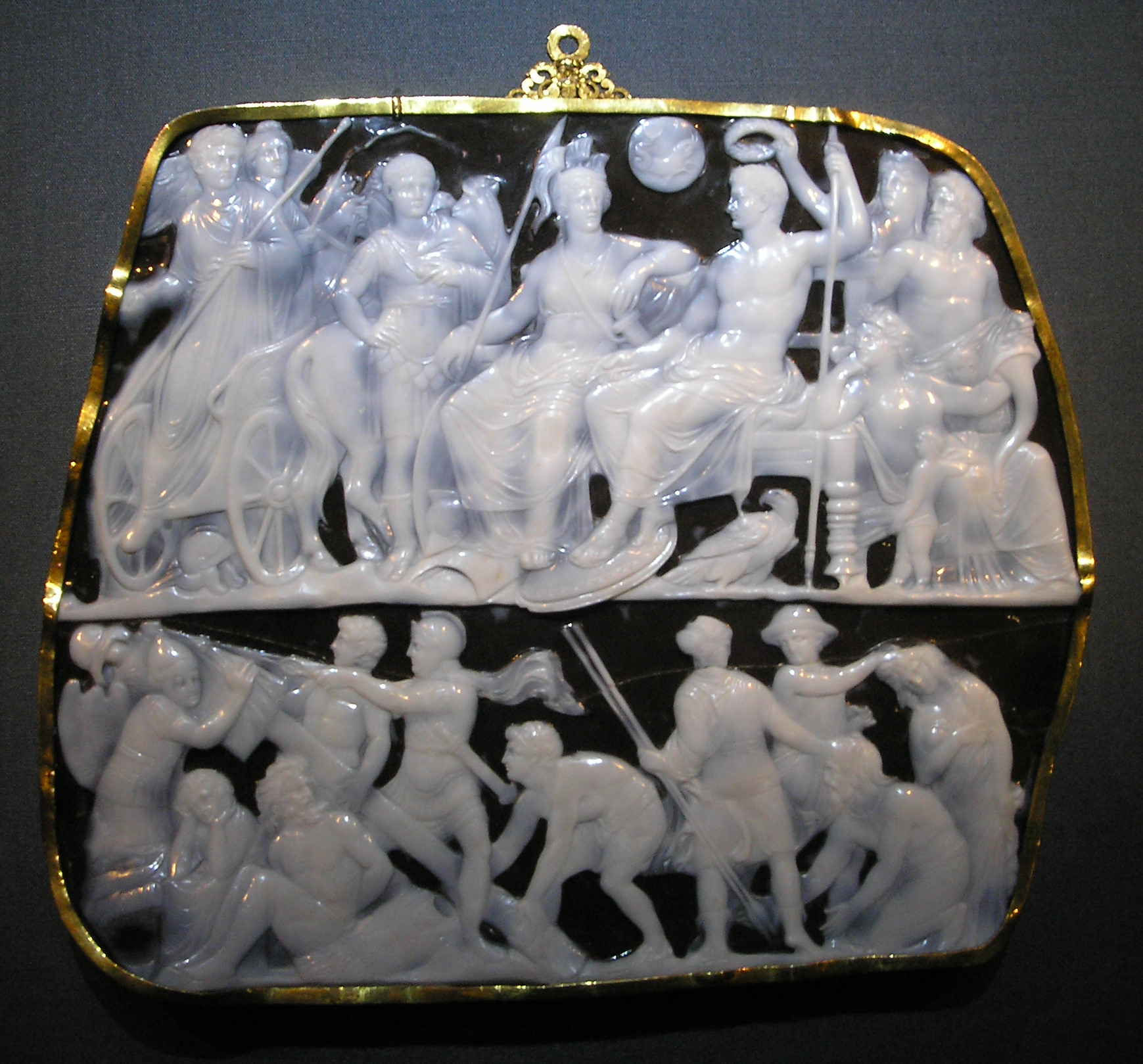
Gema de Augusto, c. Museu da História da Arte em Viena

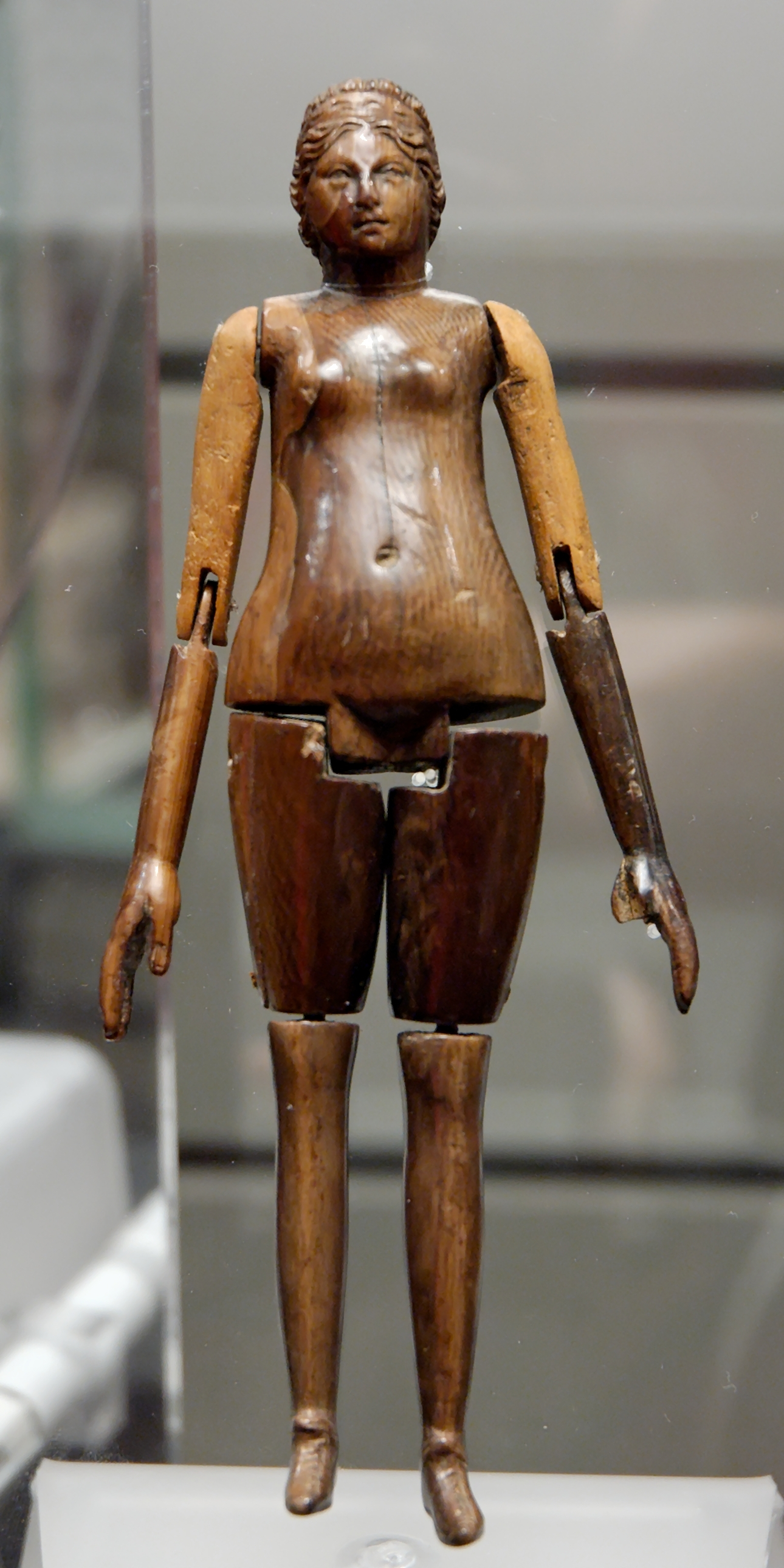
Boneca articulada, marfim, Museu Nacional Romano

Nesses gêneros menores, os camafeus são os mais luxuosos, restritos às classes superiores e usados geralmente como joias. Talhados em pedras semipreciosas como a ágata, a calcedônia, o jaspe, a ametista e o ônix, são considerados esculturas miniaturizadas desde a apreciação de John Ruskin, quando até então eram considerados uma forma de gravura. Esta forma de esculpir foi introduzida em Roma pelos gregos helenistas, que foram os primeiros a conquistar um alto grau de refinamento no gênero. Suas reduzidas dimensões não devem enganar quanto à perícia exigida para este tipo de obra, sendo necessária enorme sensibilidade para trabalhar os veios da pedra e suas diferentes camadas para obter nuances sutis de cor e efeitos de luz e transparência. Sua datação é muito difícil, e muitas peças indicam terem sido retrabalhadas em momentos diferentes. Os melhores exemplares se tornaram peças de colecionador avidamente disputadas, e dentre eles podemos citar a célebre Gema de Augusto, uma grande peça de ônix bicolor entalhada com duas cenas compostas de vários personagens.
Durante o período imperial os camafeus gozaram de grande prestígio, o que inspirou os romanos a inventarem uma derivação em vidro, que oferecia a vantagem de possibilitar um maior controle sobre a cor e transparência, mas era ainda mais difícil, demorada e custosa de trabalhar do que a pedra, apresentando aspectos técnicos que não foram perfeitamente desvendados pelos vidreiros contemporâneos. Não obstante, chegou-se a produzir vasos inteiros em camafeu de vidro com decoração esculpida, como os famosos Vaso Portland e o Vaso das Estações.

#### Brinquedos
Os brinquedos são encontrados em todas as culturas, e os romanos não foram exceção. Referências literárias são abundantes desde o período helenista, e tudo indica que havia uma enorme variedade de objetos destinados à recreação infantil, desde as tradicionais bonecas a carrinhos com rodas móveis, figurinhas de guerreiros e animais, e até casas miniaturizadas feitas de metal, madeira ou terracota. Os brinquedos são um terreno fértil para o estudo das condições econômicas e sociais da época.

#### Estatuetas de culto privado

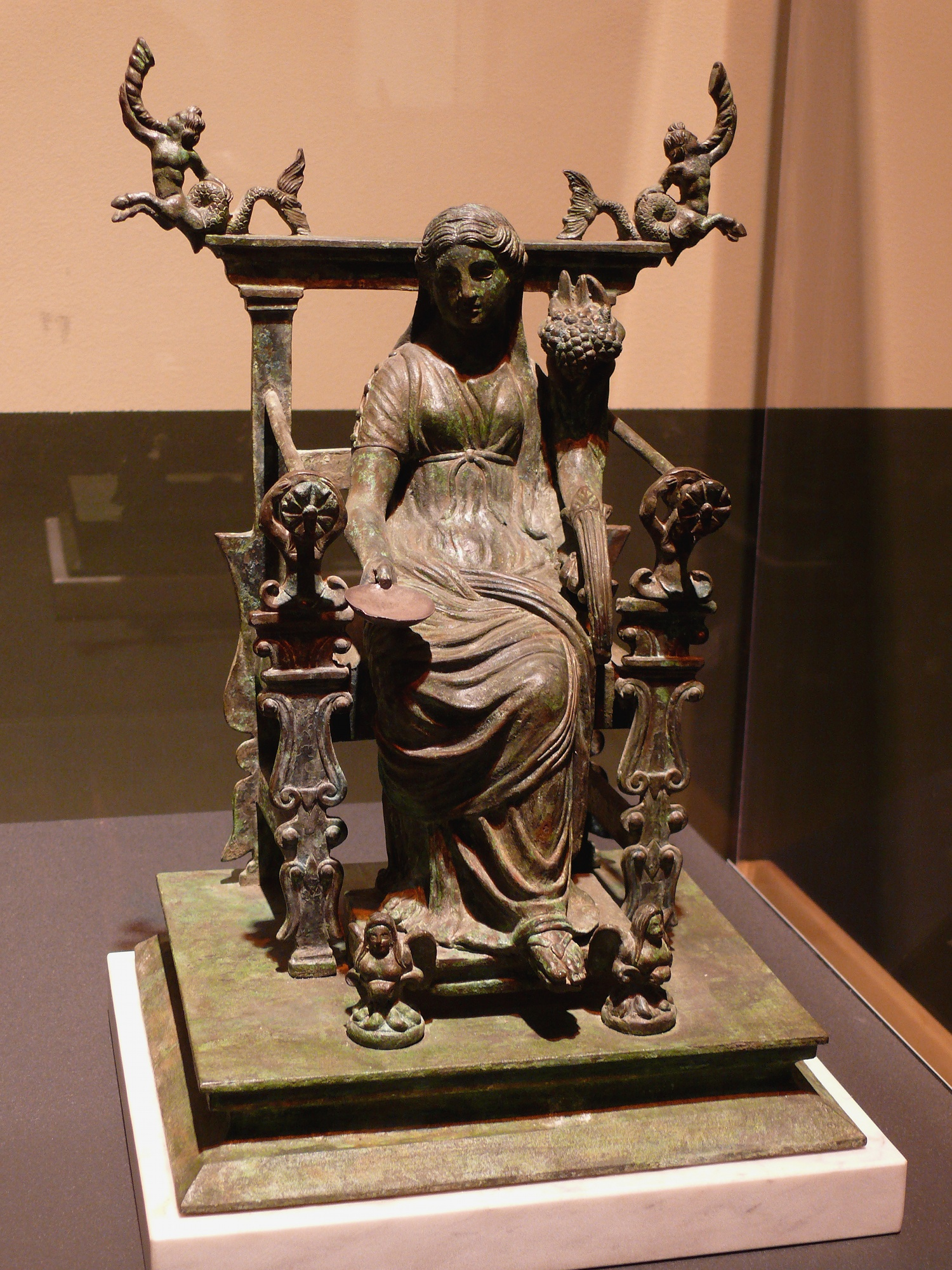
Estatueta de culto doméstico da deusa Fortuna, Discovery Place Science Museum

Na esfera religiosa se destacam as estatuetas de culto privado das inúmeras divindades do panteão romano e das deidades familiares e regionais. O hábito de antropomorfização dos deuses foi herdado dos etruscos e gregos, e logo praticamente todas as forças naturais e potências abstratas assumiram para os romanos um aspecto humano e receberam culto. Os museus de antiguidades clássicas estão repletos de estatuetas de culto doméstico, o que prova sua ampla distribuição em todo o império. Sua qualidade artística é deveras variável, e é de esperar que as produzidas para consumo da população comum sejam toscas e pouco atraentes, mas existem exemplares de grande refinamento. Lembremos que nesse campo não era a estética o que valia e sim sua eficácia como pontes de comunicação entre os mortais e o sobrenatural.
De função semelhante são as estatuetas-amuleto. Na complexa e polimorfa religião romana a magia tinha um papel significativo, e nela os amuletos encontravam seu lugar. Os gregos e etruscos os usavam, e diversos autores clássicos falaram em seu favor, como Plínio e Galeno. Os romanos também fizeram disso um costume generalizado, especialmente na época tardo-imperial. Embora os amuletos geralmente fossem objetos pequenos e portáteis, não necessariamente figurativos, sobrevive uma quantidade de estatuetas que desempenhavam as mesmas funções, retratando espíritos protetores das residências associados aos antepassados, os Lares, profundamente venerados em santuários domésticos, ou Príapo, o deus fálico, cuja imagem era considerada um poderoso remédio contra o mau-olhado, a esterilidade e a impotência, e que era colocado do lado externo da entrada das casas.

#### Utilitários decorados
Resta fazer uma breve menção aos vasos, os serviços de mesa, as lâmpadas, maçanetas de porta e inúmeros outros tipos de objetos utilitários com decoração em relevo, uma variadíssima categoria de peças que atesta a larga aplicação da escultura na antiga Roma. As lâmpadas e braseiros podiam ser decorados com imagens de cenas religiosas, eróticas ou mitológicas, conforme o local para onde se destinavam, e podiam possuir um ou mais pés bastante ornamentados. Pratos, vasos, taças e travessas também podiam apresentar relevos, ou alças e pescoços de formas extravagantes. Nas cerâmicas se destaca o tipo terra sigillata, uma espécie de vaso decorado com incisões e relevos, que teve larga difusão, e os antefixos, peças decorativas instaladas nas beiras dos telhados, que podiam ter formas abstratas ou figurativas.

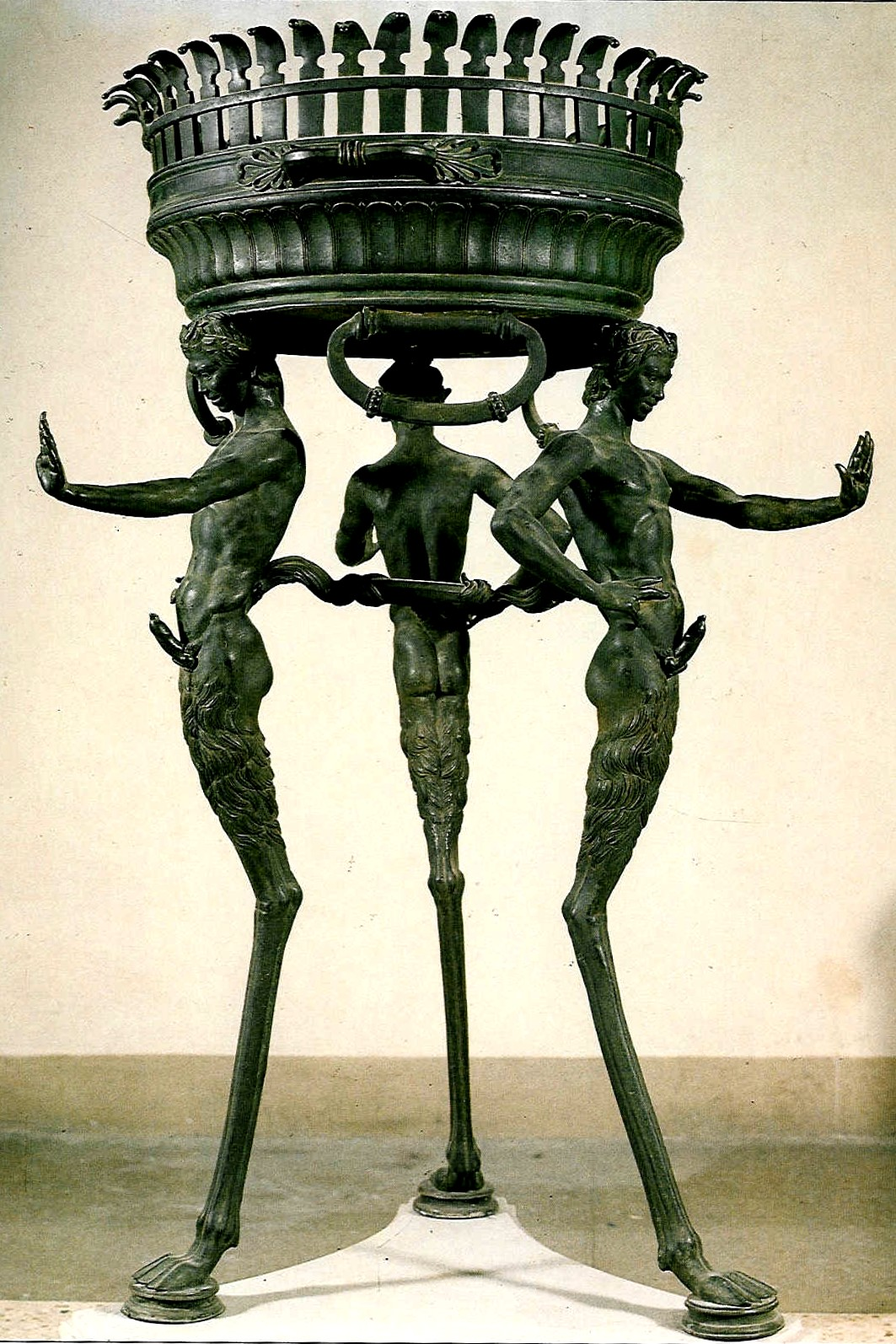
Braseiro decorado. século I d.C. Museu Arqueológico de Nápoles
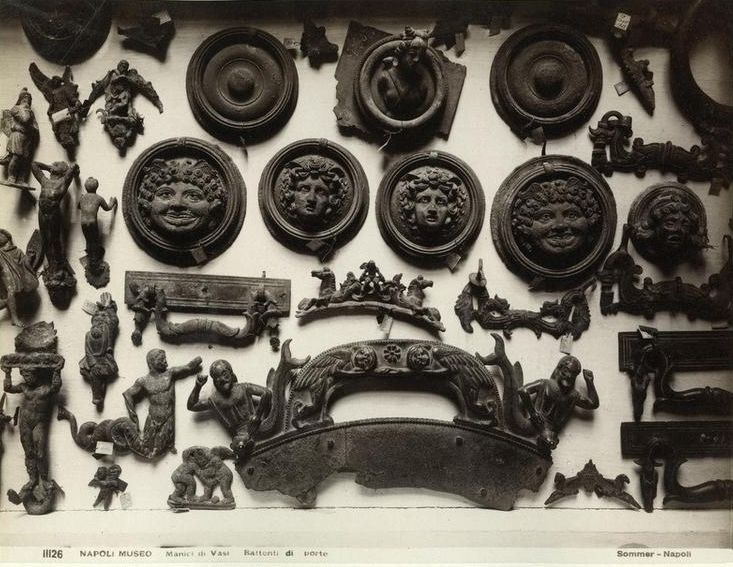
Profusão de objetos escultóricos variados encontrados em Pompeia
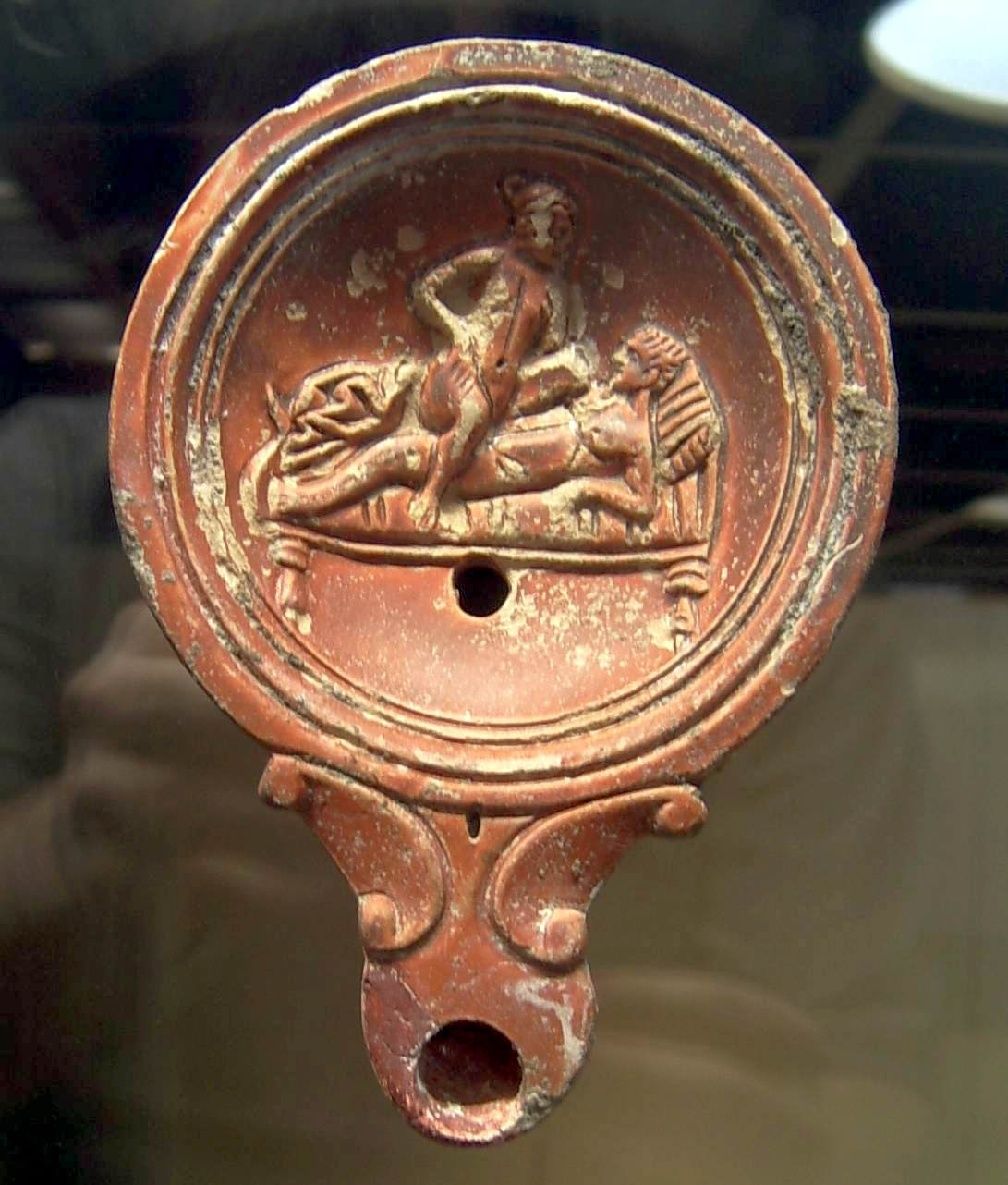
Lâmpada de óleo com relevo erótico. Museu Romano-Germânico de Colônia
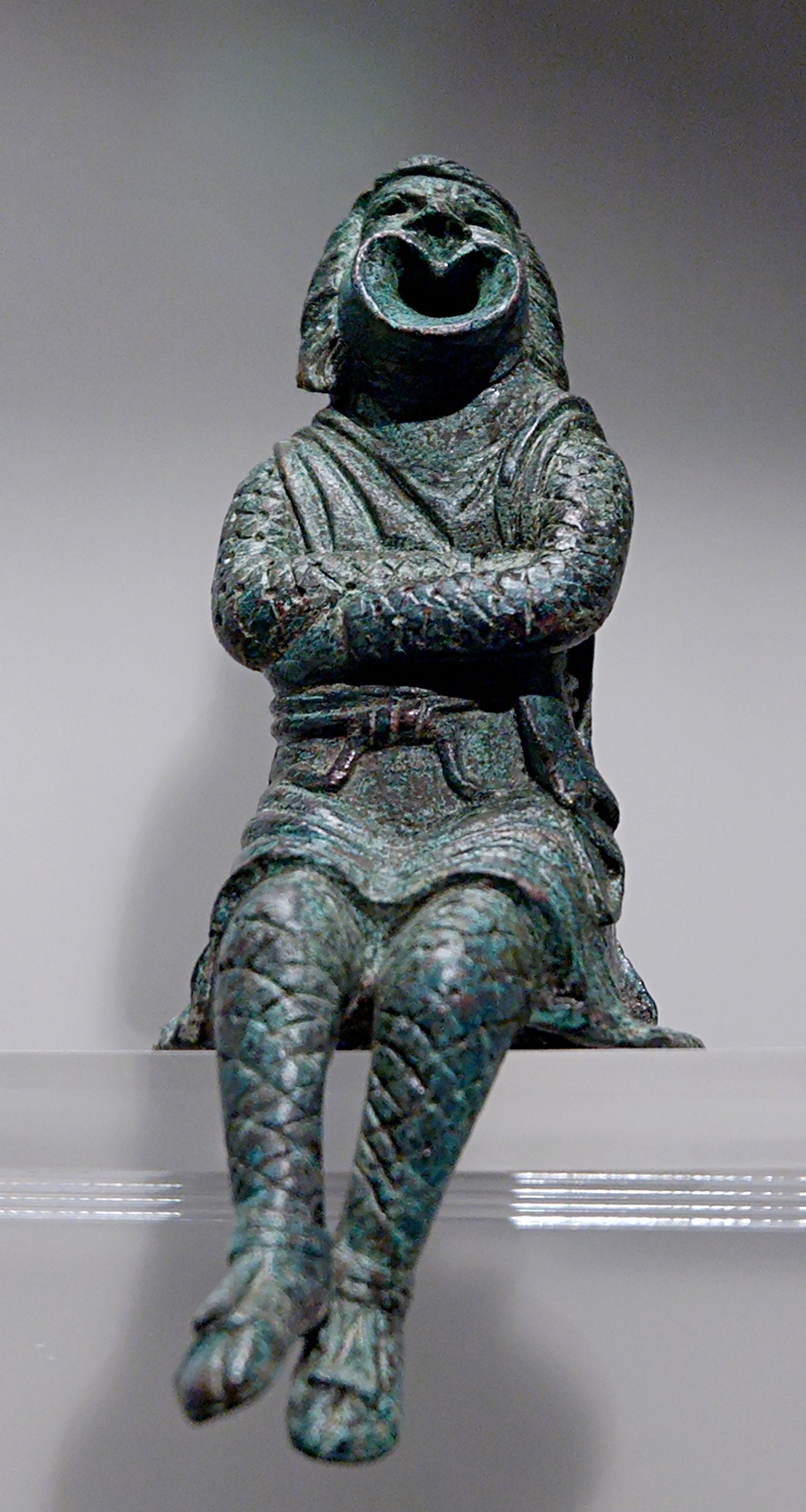
Estatueta de um ator personificando um escravo, século III Museu Nacional Romano

## O uso da cor
Complementando o trabalho de cavar a pedra ou moldar o bronze e a terracota, o efeito final da peça de escultura era modificado com o acréscimo de policromia de superfície, uma prática herdada dos gregos e absolutamente corriqueira, conforme atestam os relatos históricos, que emprestava às esculturas um aspecto totalmente diverso daquele que apresentam hoje nos museus, com seu material constitutivo aparente. Embora desde o século XVIII alguns eruditos já soubessem que os escultores costumavam pintar suas estátuas, esta informação não se tornou um conhecimento geral, por muitos outros foi simplesmente ignorada ou teve sua prevalência contestada, e ainda hoje causa estranhamento no grande público. Mas o uso de pigmentação como recurso mimético e expressivo era na verdade um dado fundamental na arte antiga, e não havia estátua, friso ou relevo que não recebessem pelo menos detalhes em cor, quando não eram todos pintados.

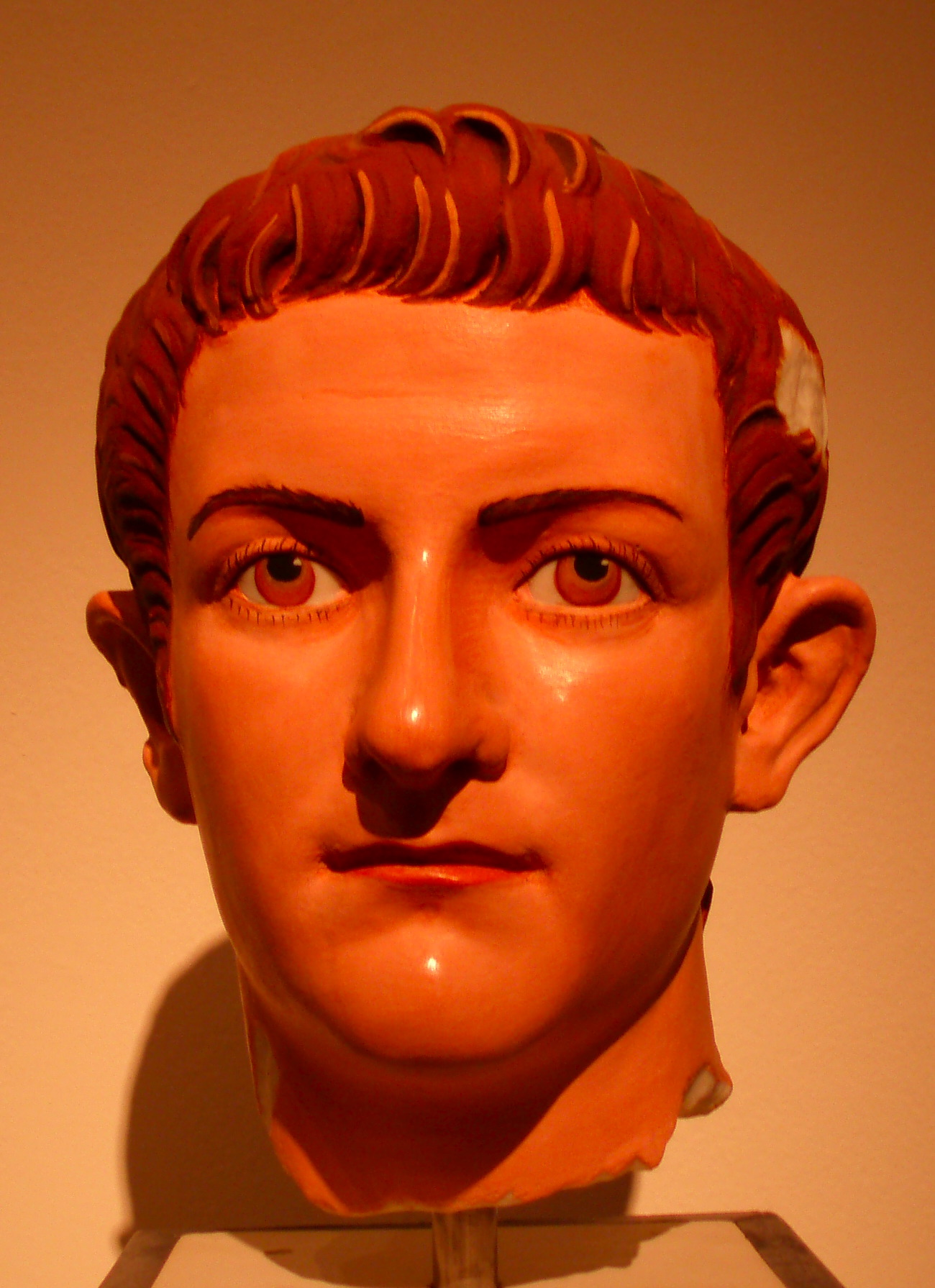
Reconstrução moderna da policromia original em uma réplica de um retrato de Calígula. Exposição Bunte Gütter

Além da tinta se usava também aplicar elementos de outros materiais coloridos como prata e ouro, esmaltes, madrepérola e vidro, para salientar certos traços ou partes anatômicas, e certos tipos de mármore colorido e pedras nobres como o ônix, o alabastro e a sardônica, ricos em veios multicores e transparências, podiam ser usados nas partes de vestuário das estátuas para criar efeitos mais luxuosos. Pesquisas recentes publicadas junto com exposições temáticas, com réplicas de obras importantes com reconstituição das suas cores originais, oferecem uma visão completamente nova da arte clássica, à qual o público ainda não está familiarizado. Há poucos anos foi organizada uma exposição, intitulada Bunte Götter (Deuses Coloridos), que itinerou por vários museus da Europa e América do Norte, onde réplicas de obras famosas foram coloridas como se acredita que tenham sido originalmente, com efeitos surpreendentes e fascinantes.

## A escultura tardo-imperial
Como se aludiu antes, os últimos séculos do império, do século III ao V, viram o nascimento de um contexto cultural inteiramente novo. Algumas vezes esta fase de transformação tem sido encarada como uma decadência, mas é preciso lembrar que o cânone grego foi o resultado de uma época e um contexto bem determinados, e embora ele tenha moldado as origens artísticas de Roma e boa parte de sua trajetória, os tempos e o território haviam mudado, e o classicismo já começava a se tornar mais uma lembrança do passado do que uma realidade viva. Agora Roma já tinha uma história própria, e entrava em num período de intenso intercâmbio com culturas orientais de enorme antiguidade e sofisticação, cujo corpo de ideias, cultos, arte e aspirações se tornavam influentes na cultura romana. Da mesma forma, as inúmeras províncias imperiais, que se estendiam da Hispânia, Britânia e Gália à Pérsia, Arábia, Cáucaso e ao Norte da África, desenvolviam estilos sincréticos com suas próprias tradições locais, criando obras que eram aceitáveis tanto para a visão metropolitana como pela provincial, embora interpretados de modos diferentes por cada um dos lados.

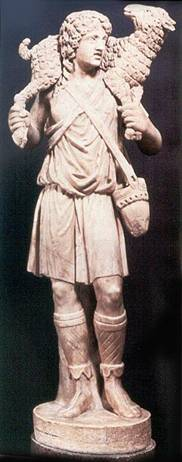
O Bom Pastor, paleocristão, século IV. Museu Pio-Cristão

Numa era de fermentação cultural e grande diversidade de princípios estéticos, a permanência de elementos classicistas em todas as regiões possibilitava a manutenção de canais de comunicação abertos e agia como uma espécie de lingua franca artística. O sincretismo foi sempre uma das características da arte romana, mas no período tardo-imperial ele assumiu um papel de crucial importância. Mesmo depois da cristianização do império, os padrões da arte pagã continuaram sendo adotados pelos imperadores cristãos sem qualquer hesitação, embora adaptados para temas novos. Quando Constantinopla se tornou a nova capital, foi repleta de alusões arquiteturais e artísticas à "Antiga Roma", num desejo declarado de manter a continuidade das antigas tradições mesmo que elas devessem ser manejadas para atender às necessidades de um outro contexto. Na verdade, uma sobrevivência literal do classicismo seria marchar contra a História, e o que aconteceu foi uma "continuidade seletiva". Este processo foi consciente e voluntário, como a literatura do período o confirma. Alguns protótipos formais foram mantidos, enquanto que um grande repertório de outros modelos foi simplesmente votado ao esquecimento. O mascaramento das rápidas mudanças sociais e políticas sob formas retiradas da herança clássica forneceu uma coesão cultural importante numa fase em que os elementos constituintes do império tendiam para a diversidade, e quando a fragmentação do Estado já se tornava uma ameaça real.
A elite continuava a receber uma educação clássica e se mantinha conservadora. Lia autores consagrados, e com eles se familiarizava com a tradição ancestral, desenvolvendo apreço por ela. A cidades, as villas aristocráticas, os teatros, ainda eram decorados com imagens pagãs. A conversão de Constantino ao Cristianismo no ano de 312 determinou uma ruptura com essa tradição, embora não imediatamente e nem de forma completa. Rachel Kousser descreveu sinteticamente a passagem:

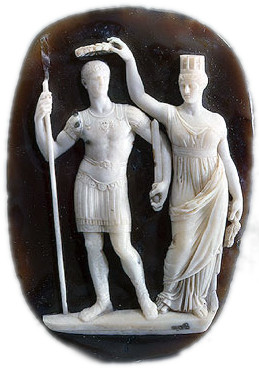
Camafeu mostrando Constantino sendo coroado por Constantinopla, século IV. Museu Hermitage

"A aristocracia do século IV teve assim de negociar um lugar para si nesse mundo contraditório, sem fazer disso um conflito aberto. Os monumentos que encomendavam preservam os traços dessa negociação; tradicionais na forma, oblíquos no conteúdo, eles documentam o estabelecimento de um novo consenso. As obras de arte mais bem sucedidas que resultaram eram providencialmente inespecíficas; seu objetivo não era proclamar uma identidade definida e única dos seus patronos, mas antes sugerir uma pletora de valores comuns, permanecendo abertas para uma variedade de interpretações. Em consequência, em vez de enfatizarem as ligações dessas obras a ideologias religiosas particulares, filiações políticas, e assim por diante — que evidenciaria, em suma, um caráter separatista — .... são ressonantes e unificadoras. Para os aristocratas do século IV, essas imagens baseadas em tipos clássicos de estatuária foram veículos úteis para uma auto-representação equilibrada e eficiente; elas falavam de um passado compartilhado por todos e de um presente dividido. Assim fazendo, contribuíram para assegurar a sobrevivência das formas clássicas na arte medieval.... As obras de arte que resultaram tinham um aspecto familiar, mesmo para seu primeiro público. Embora elas pareçam hoje monotonamente convencionais para muitos estudiosos modernos, tiveram um valor na Antiguidade tardia. Elas identificaram a nova ordem cristã com a tradição venerável, uma tradição que considerava a representação naturalista da forma humana como a mais alta conquista da arte escultórica. Nesse sentido, os monumentos classicistas da Antiguidade tardia ajudaram a perpetuar um sistema artístico e um corpo de valores que se havia originado na Grécia clássica, se disseminado para a Roma imperial, e que se provaria uma profunda influência para o Renascimento e também para períodos posteriores".
O prestígio da iconografia pagã continuou elevado até o século VI. Prudêncio, neste período, ainda recomendava que se preservassem as estátuas dos ídolos pagãos como "exemplos da habilidade de grandes artistas, e como adorno esplêndido de nossas cidades", e Cassiodoro relata como ainda eram feitos esforços no século VI de se conservar esculturas antigas como testemunho da grandeza imperial para a posteridade. Contudo, em seguida, sob novos cenários políticos, culturais e religiosos, a herança pagã passou a ser vista como uma ameaça à consolidação do Cristianismo, a outrora comum representação do nu se tornou indecorosa, e os antigos monumentos começaram a ser saqueados para retirada de material de construção, desencadeando-se uma onda iconoclasta em todo o império que decretou o desaparecimento da vasta maioria do fabuloso acervo de obras de arte acumulado ao longo dos séculos anteriores.

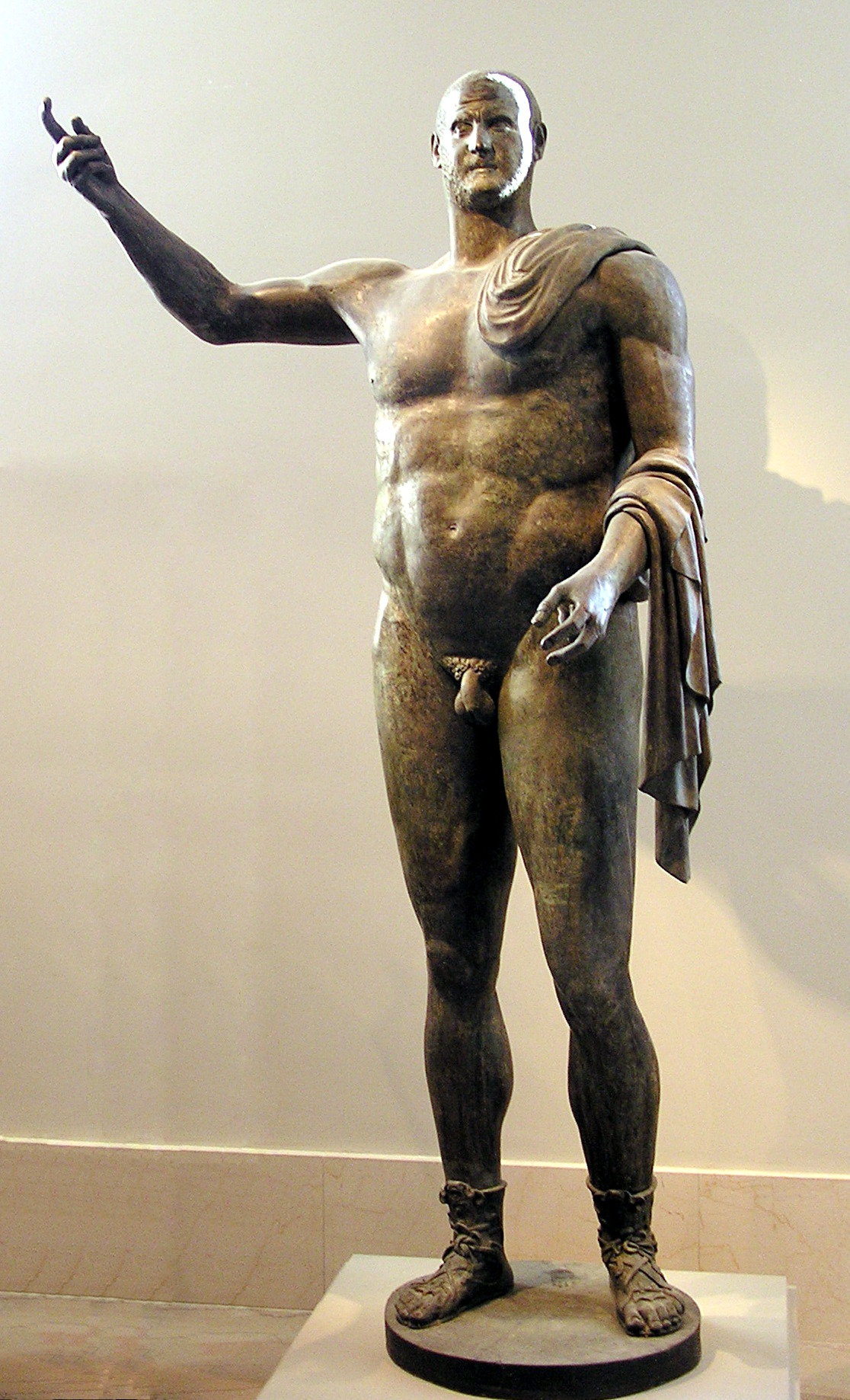
Treboniano Gallo, século III. Museu Metropolitano de Arte
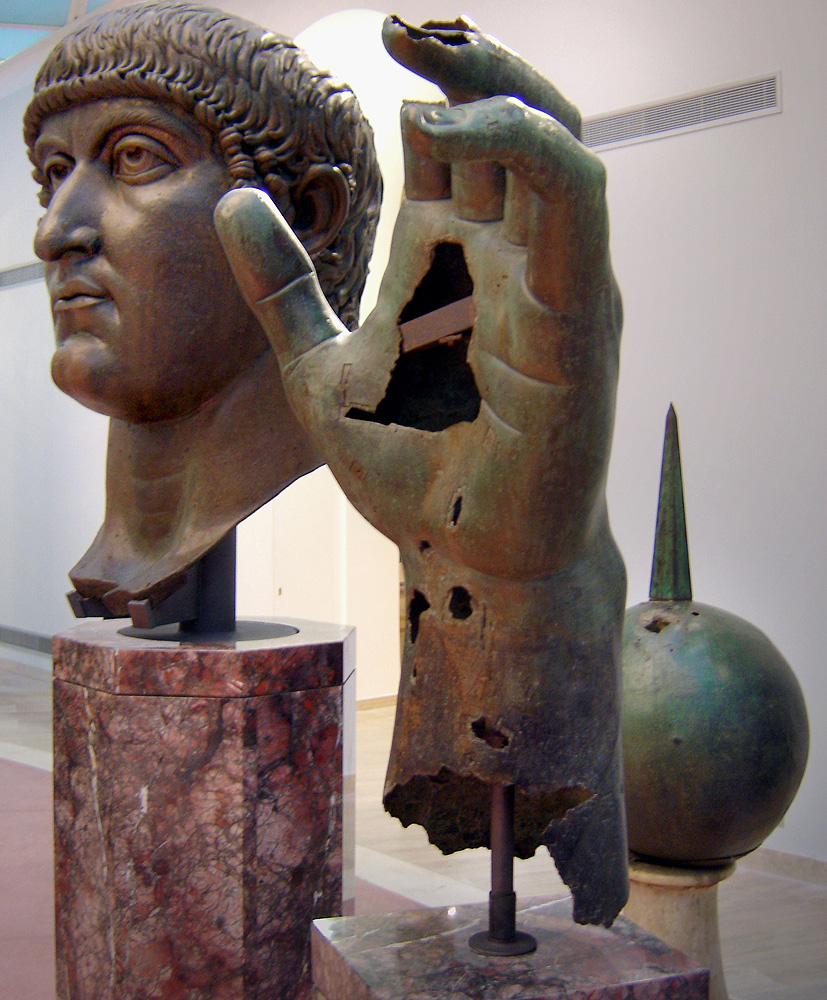
Fragmentos de estátua colossal de Constantino, século III-IV. Museus Capitolinos
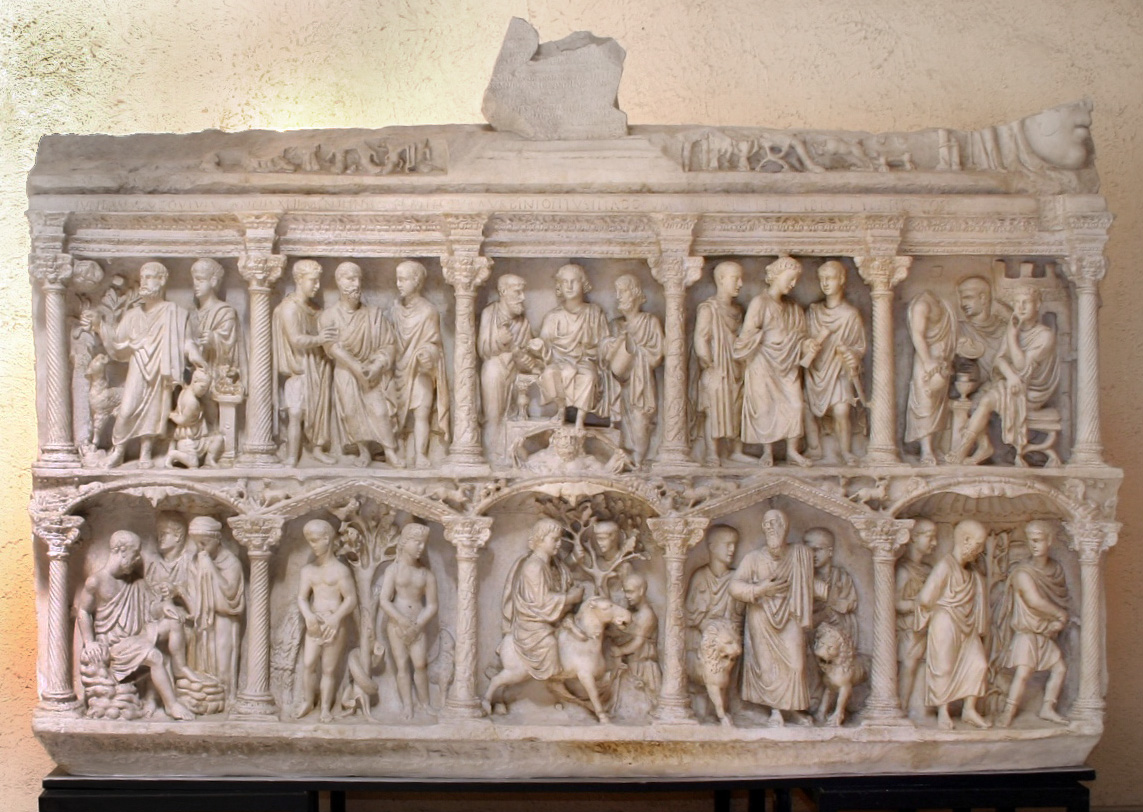
Sarcófago de Júnio Basso, 359. Paleocristão, réplica. Museus Vaticanos
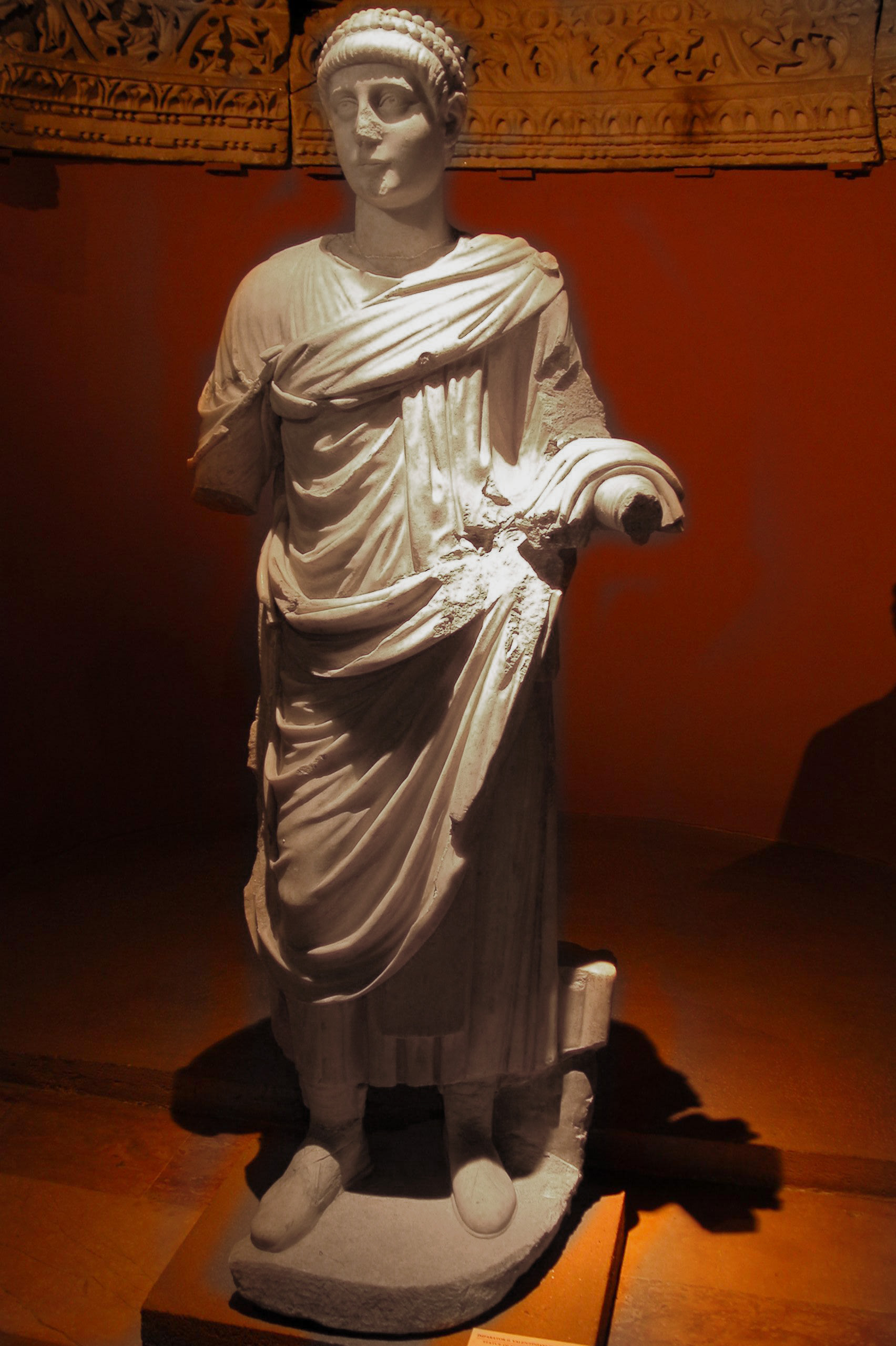
Valentiniano II, século IV. Museu Arqueológico de Istambul

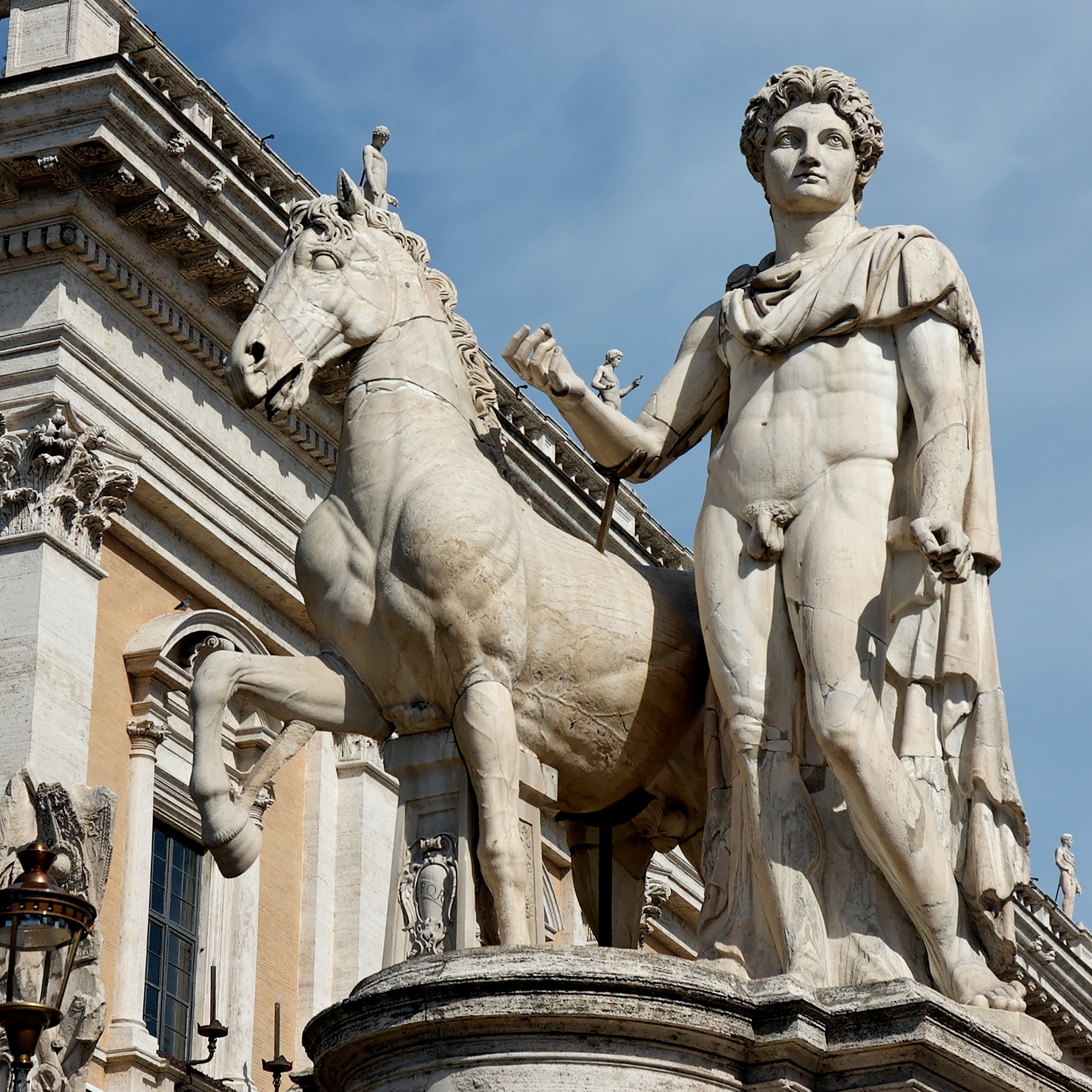
Um dos Dióscuros no Capitólio, em Roma, século IV
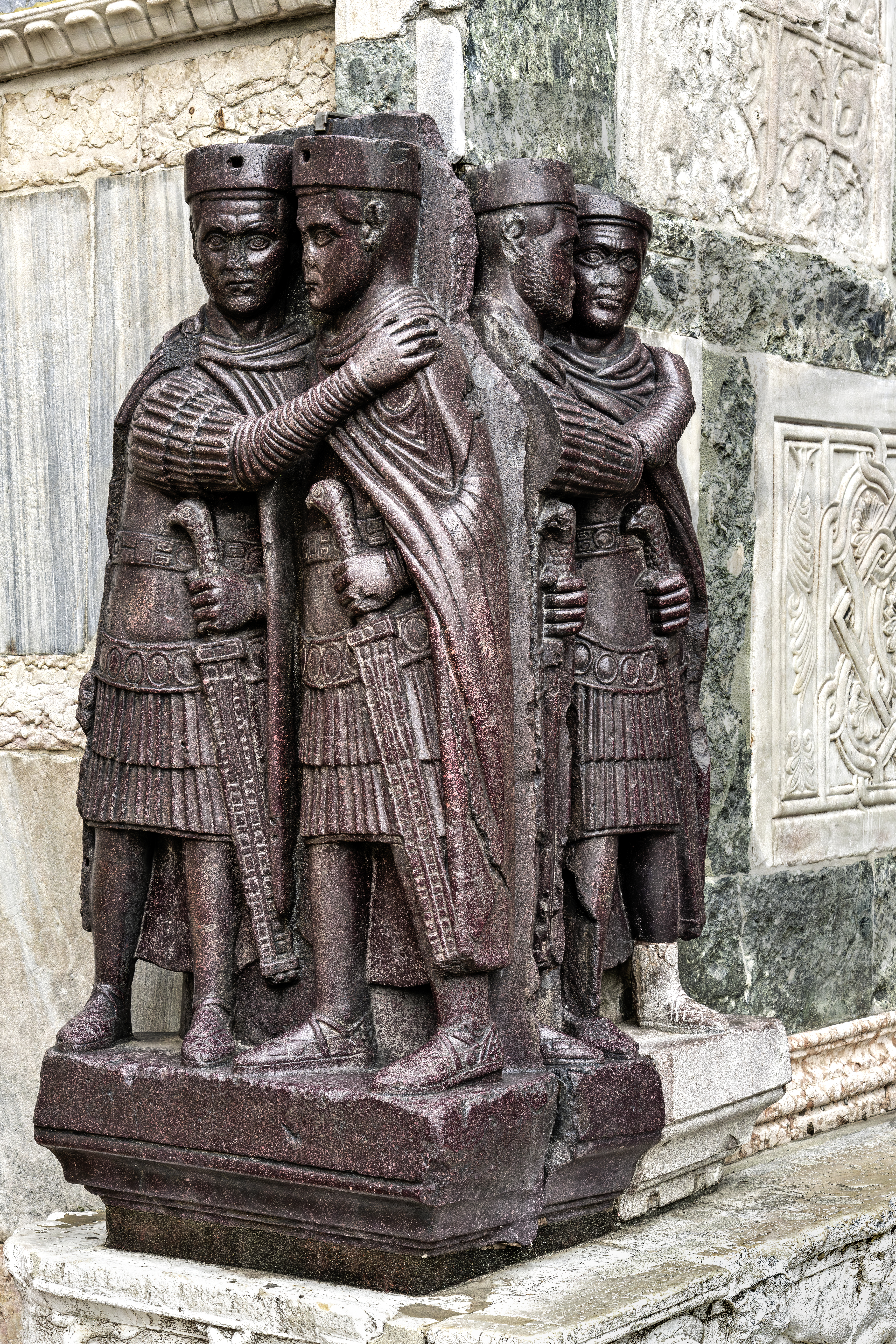
Os Tetrarcas, século IV. Basílica de São Marcos
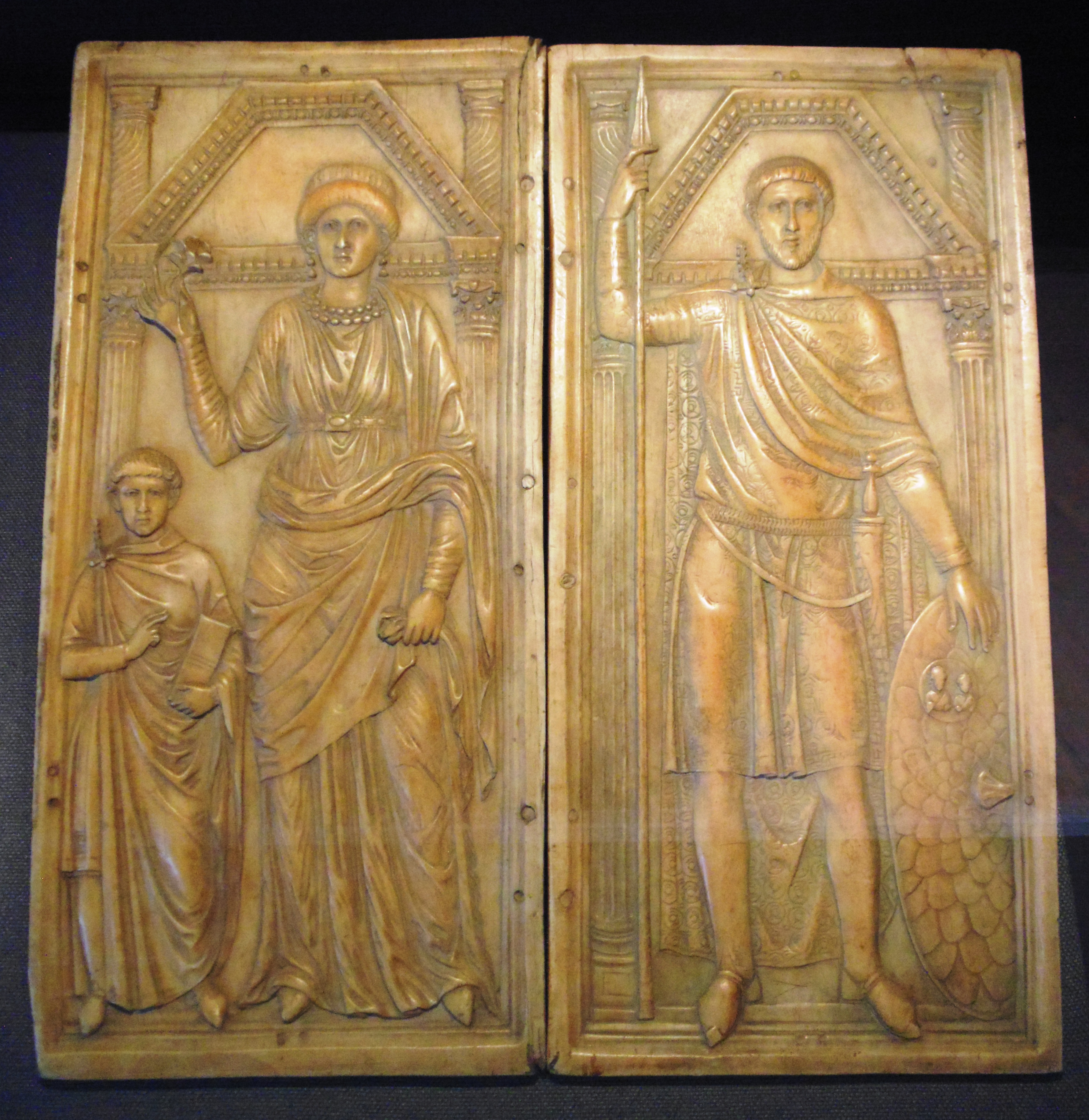
Díptico de Estilicão, c. 395. Catedral de Monza
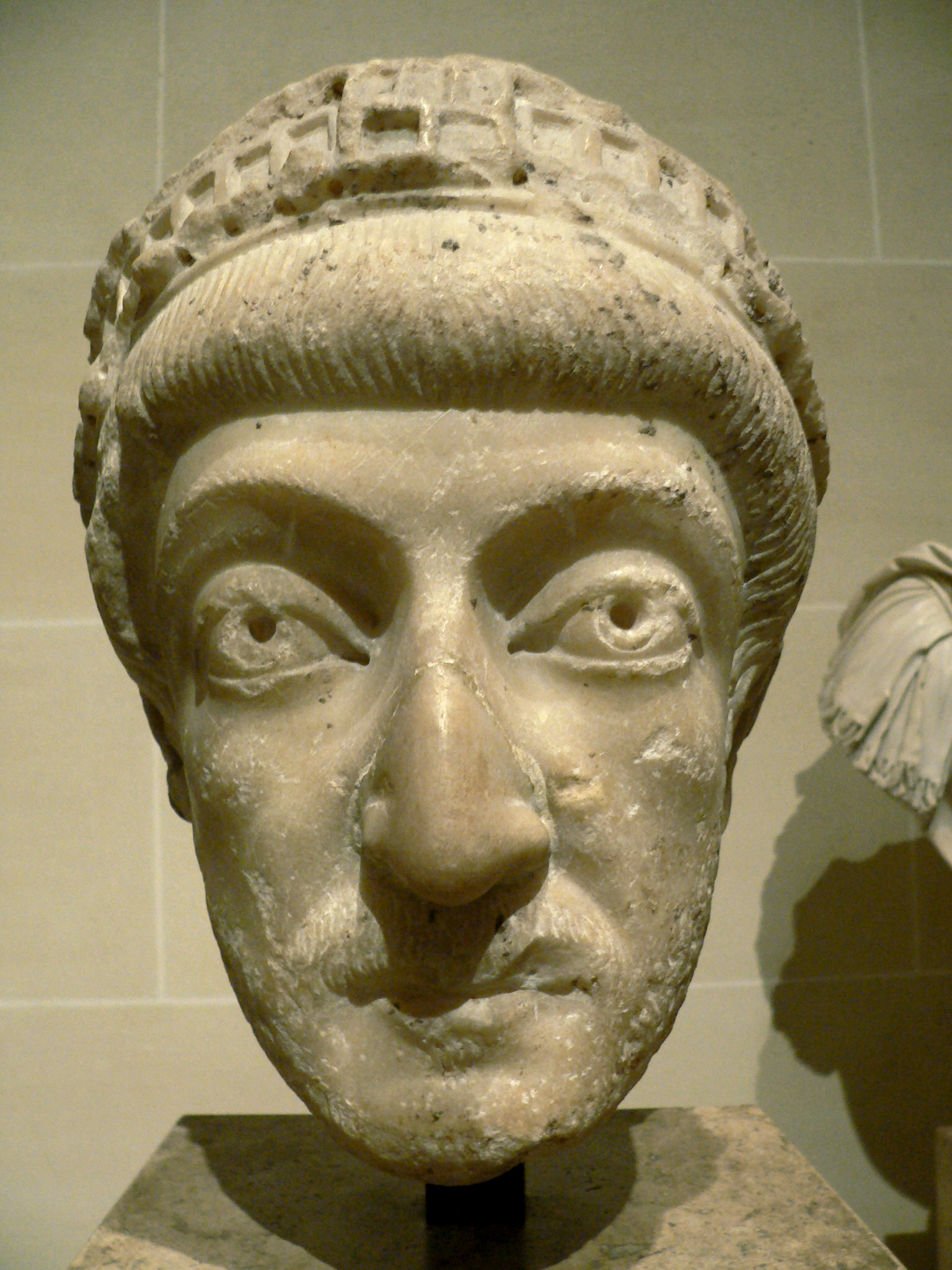
Teodósio II, século V. Museu do Louvre

## Legado
Os romanos foram o primeiro povo a se orgulhar de florescer à sombra de uma cultura estrangeira. Virgílio, em sua Eneida, fez o espectro de Anquises declarar à Roma ainda não nascida que ela seria nas artes e ciências sempre inferior aos gregos, embora devesse os superar na guerra e na administração pública. Em outra parte o poeta se gabava porque sua musa fora a primeira a cantar em versos à maneira do grego Teócrito, e casos semelhantes se multiplicam na literatura da época. Como foi demonstrado, toda a produção romana de escultura foi imensamente devedora do exemplo grego, o mesmo se dando com as outras artes, como a poesia, a música e a arquitetura. Este fato foi interpretado em demérito dos romanos por autores influentes como Arnold Toynbee e Roger Fry, olhando-os como um povo essencialmente imitativo, uma subespécie de helenistas, e cujo único valor artístico teria sido o de transmitir para a posteridade a herança grega. Essa opinião refletia a posição da crítica no fim do século XIX, que em suma culpava os romanos por não serem gregos. Mas, ironicamente, ela deriva dos próprios romanos, que assumiam voluntariamente seu papel de epígonos. Isso não impediu que seus escultores desenvolvessem originalidade, já demonstrada, e reconhecida por muitos outros críticos, tornando aquela acusação, se bem que baseada em evidência, não de todo justa.
Os romanos se caracterizaram por possuírem genericamente um elevado espírito público e uma forte aversão a individualismos e excentricidades, o que sempre causou espanto para os gregos, e as tradições ancestrais, públicas e familiares, sempre foram objeto de veneração extremada. Virgílio, na Eneida, apresentou a história de Eneias carregando seu pai nos ombros ao fugir de uma Troia em chamas como um modelo da piedade (pietas) romana, o dever honroso para com os pais, e mesmo em épocas conturbadas por disputas políticas e elites imorais e decadentes, e mesmo que fossem comuns entre toda a sociedade comportamentos que hoje vemos como cruéis e bizarros, entre as qualidades mais prezadas num romano estavam a parcimônia (parsimonia), a severidade (severitas), a frugalidade (frugalitas) e a simplicidade (simplicitas) — economia, austeridade e dignidade, frugalidade, e simplicidade — repetidamente louvadas na literatura coeva. Tendo esses fatores em conta, sua aparente falta de originalidade se torna relativa, e é interpretada como um traço cultural identitário. Seja como for, a escultura dá muito material para o estudo de todo o legado romano e para a compreensão de suas atitudes peculiares no terreno cultural.

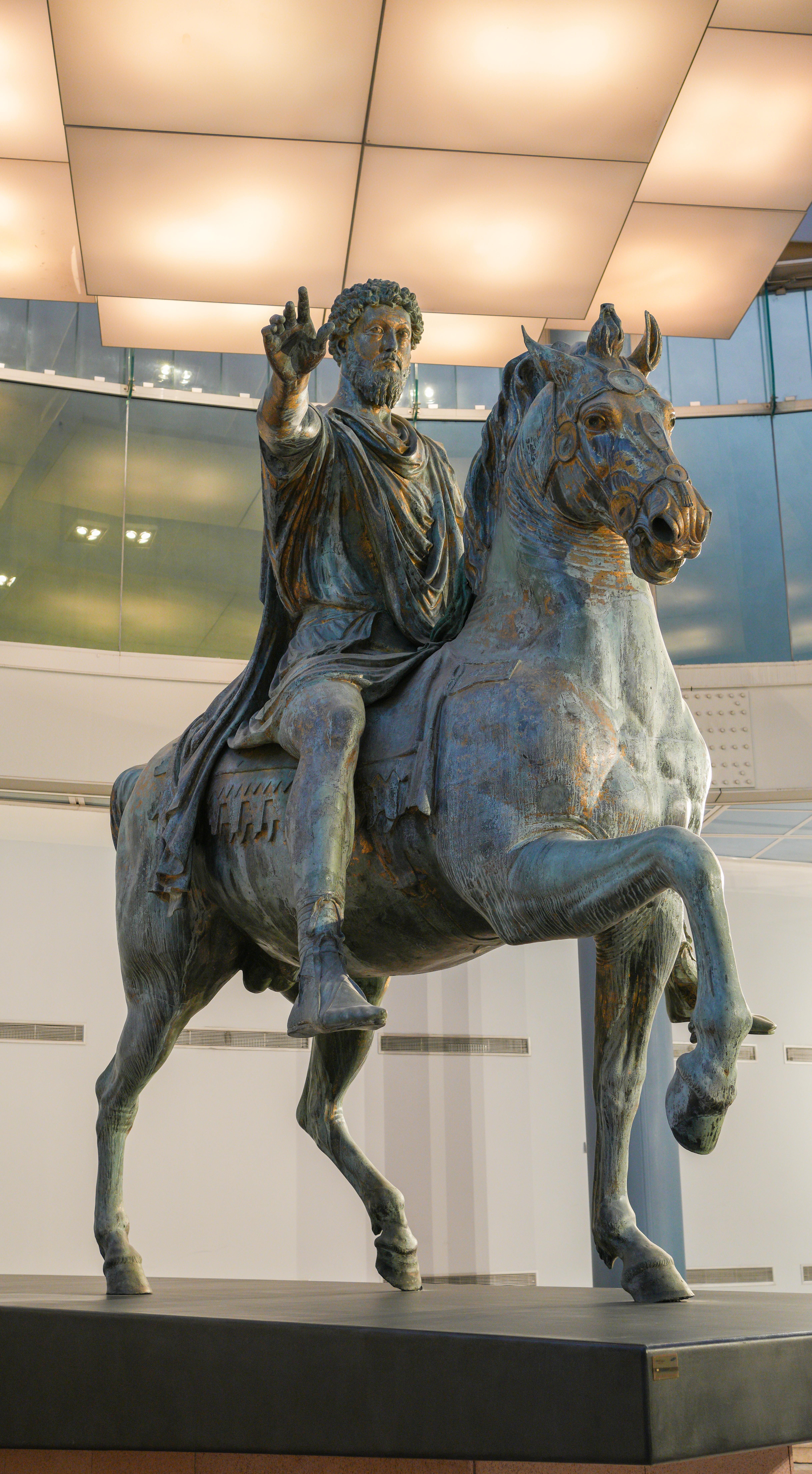
Estátua equestre de Marco Aurélio, c. Museus Capitolinos

Caindo em obscuridade na Idade Média, tanto pela destruição da maior parte dos exemplares, como pela mudança na concepção de arte e nos valores culturais, a escultura romana teve no Renascimento uma oportunidade de fazer nova aparição na cena artística. E mais que uma aparição, de fato sua "redescoberta" foi um elemento central para a elaboração da estética desta época, e sua influência sobre toda a sociedade renascentista foi grande. Rafael, ciente da extensão da perda de obras antigas em tempos anteriores, deplorou o hábito do reaproveitamento dos mármores e bronzes para criação de outros artefatos, e a descoberta de vários exemplares de alta qualidade da escultura romana neste período causou sensação, estimulando cópias e reinterpretações e a busca ávida por outras relíquias através de escavações arqueológicas. Neste período a divulgação das obras antigas recebeu grande impulso adicional através de sua reprodução em gravuras de baixo custo.
Durante o Barroco o interesse pela estatuária antiga permaneceu vivo. Mestres de vasta influência como Bernini foram notórios amantes da arte greco-romana, e sua própria produção deve muito a exemplos antigos, citando formas e temas clássicos e helenísticos. E tampouco o interesse declinou durante os períodos seguintes. No século XVIII, formando-se entre as elites o costume do Grand Tour, Roma se tornou visita obrigatória, e o desejo pelo conhecimento e pela aquisição de arte da Antiguidade clássica se tornou uma mania, nascendo o Neoclassicismo como movimento cultural. Entre os séculos XVIII e XIX se formaram diversas coleções privadas importantes em vários países, que serviram com seu prestígio também para facilitar o acesso de seus proprietários a cargos públicos.
Apesar de os artistas neoclássicos virtualmente idolatrarem o que pensavam ser a produção grega, na verdade, e sem o saber, sua releitura do classicismo se baseou principalmente em princípios romanos, pelo simples fato de que as obras conhecidas àquela época eram quase todas romanas, e não gregas. Em meados do século XIX, com a reabertura da Grécia para o ocidente depois de longo domínio turco, veio à luz uma grande quantidade de obras originais descobertas em escavações, mas sob a influência da corrente romântica, o gosto do público passou a se identificar com o apelo mais emocional e direto das obras helenísticas. No entanto, ao contrário de caírem em desfavor, as peças romanas passaram a contar com as preferências dos colecionadores norte-americanos. No século XX, porém, a revolução modernista levou a uma queda acentuada na capacidade da arte romana de inspirar as novas gerações de artistas, embora ela começasse a interessar cada vez mais os acadêmicos, multiplicando-se estudos sobre questões de estilo, cronologia, técnica, iconografia, função social, regionalismos, legado, e outros. As coleções de escultura da antiga Roma continuam até nos dias de hoje a atrair multidões em todos os museus onde são expostas, e são parte importantíssima da herança de uma civilização cuja memória e apelo popular permanecem surpreendentemente vivos, e que constitui uma das pedras fundamentais da cultura ocidental.